# Cosworth DFV

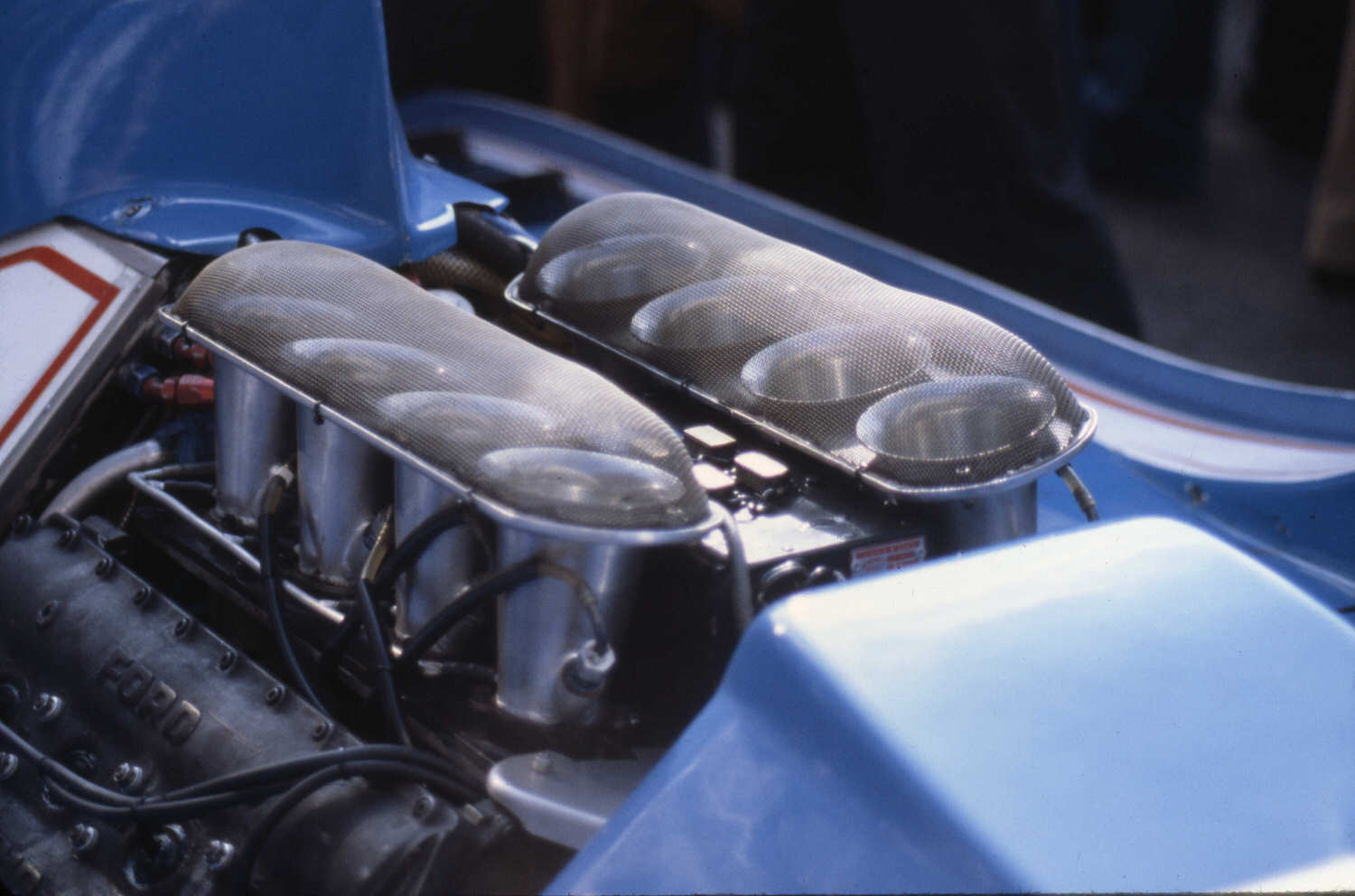
Cosworth DFV in einem Ligier JS11 (1978)

Der Cosworth DFV ist ein für die Formel 1 konstruierter Rennsportmotor des britischen Motorenherstellers Cosworth, der über einen Zeitraum von 19 Jahren von über 90 Teams in der Formel-1-Weltmeisterschaft eingesetzt wurde. Seine Entwicklung wurde von Lotus initiiert und von Ford finanziert. Deshalb wird er vielfach auch als Ford DFV oder Ford Cosworth DFV bezeichnet. Mit 155 gewonnenen Weltmeisterschaftsläufen, 12 Fahrer- und 10 Konstrukteurstiteln ist er der erfolgreichste Motor in der Geschichte der Formel 1. Verschiedene Weiterentwicklungen gingen unter den Bezeichnungen DFY, DFZ und DFR bis in die 1990er-Jahre an den Start. Auch in anderen Rennklassen wie der Formel 3000 war der DFV erfolgreich. Außerdem gab es Versionen für Sportwagenrennen.

## Entstehungsgeschichte

### Die 3-Liter-Formel-1
Mit Beginn der Saison 1966 erhielt die Formel 1 ein neues Reglement. Anstelle der bisherigen kleinvolumigen Triebwerke mit maximal 1,5 Liter Hubraum waren nunmehr Saugmotoren mit einem Hubraum von bis zu 3,0 Litern zugelassen. Die Entscheidung der seinerzeit zuständigen Aufsichtsbehörde Commission Sportive Internationale (CSI) fiel im November 1963 und ging auf einen Vorschlag der Chassis- und Motorenkonstrukteure zurück. Die Konstrukteure hatten die 3,0-Liter-Formel in der Erwartung vorgeschlagen, die CSI werde sie ablehnen und stattdessen als Kompromiss ein Zweiliterlimit festsetzen, das die Konstrukteure eigentlich bevorzugten. Motoren dieser Größe hätten kostengünstig durch Vergrößerung der bereits vorhandenen 1,5-Liter-Triebwerke entwickelt werden können. Stattdessen griff die CSI unerwartet den Vorschlag der Konstrukteure auf und führte ab 1966 eine Hubraumgrenze von 3,0 Litern für Saugmotoren ein, für die die bisherigen 1,5-Liter-Triebwerke keine geeignete Basis waren.

### Übergangsweise Notlösungen
Zu Beginn der Saison 1966 hatten nur Repco, Ferrari und Maserati neue Motoren entwickelt, die auf die neuen Bedingungen zugeschnitten waren. Sie waren allerdings nicht frei verfügbar: Ferrari behielt den neuen Zwölfzylinder seinem Werksteam vor, Maserati rüstete exklusiv das Cooper-Werksteam aus, und der Repco-Motor wurde ab Sommer 1966 allein vom Brabham-Team eingesetzt, das seine Entwicklung in Auftrag gegeben hatte. Kundenmotoren, die dem neuen Reglement entsprachen, gab es nicht, weil Coventry Climax, der bis dahin größte Anbieter frei zugänglicher Rennsportmotoren, nach der Übernahme durch Jaguar Ende 1965 seinen Ausstieg aus der Formel 1 erklärt hatte.
Die meisten Teams mussten deshalb mit Übergangslösungen in die Saison 1966 starten. Zumeist wurden die in der 1,5-Liter-Formel verwendeten Motoren von Coventry Climax und B.R.M. so weit wie möglich aufgebohrt, wobei Hubräume von 2,0 bis 2,5 Litern erreicht wurden; im Fall des Climax FPF kamen einige Bearbeitungen sogar auf 2,8 Liter (Anglo American Racers und Brabham zu Saisonbeginn). Weitere Notlösungen waren z. B. McLarens hubraumreduzierte Champ-Car-Achtzylinder von Ford bzw. Traco oder Sportwagentriebwerke der italienischen Scuderia Serenissima, die das Leistungsniveau der Formel 1 nicht erreichten.

### Lotus, Ford und Cosworth

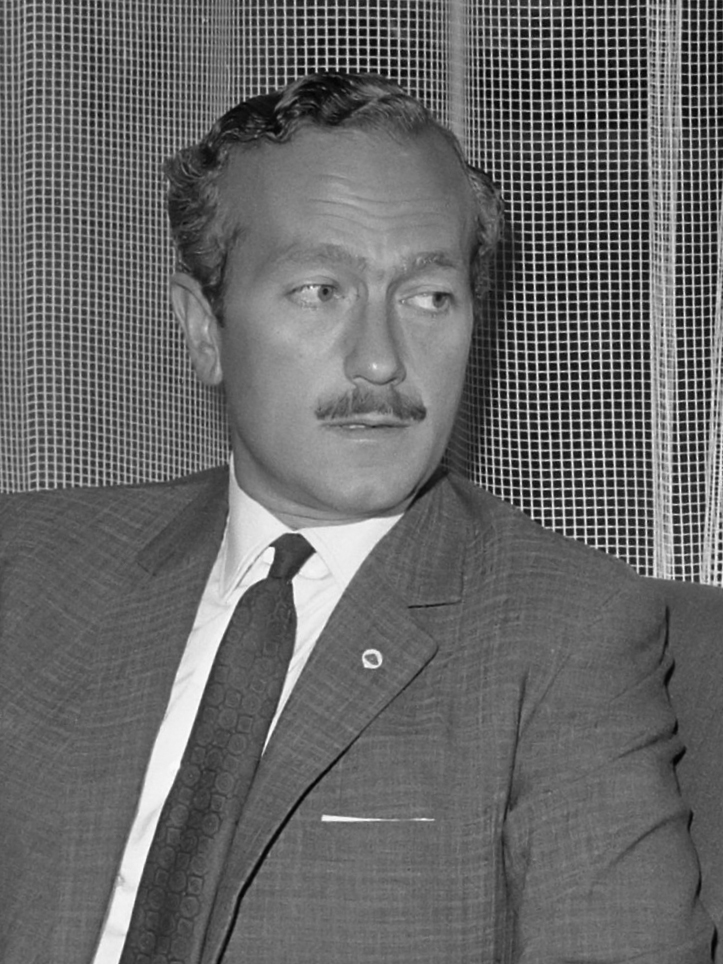
Initiator des DFV: Lotus-Chef Colin Chapman

Financier des DFV: Der Ford-Konzern

Die Motorensituation wurde vor allem von den britischen Teams als unbefriedigend empfunden. Colin Chapman, der Chef des Teams Lotus, appellierte im Sommer 1965 öffentlich an die Autoindustrie sowie an die britische Regierung, einen leistungsstarken und leicht verfügbaren Motor für die britischen Teams zu entwickeln bzw. die Entwicklung zu unterstützen. Von dieser Seite gab es allerdings keine Lösungen. Chapman wandte sich daher an Keith Duckworth, einen ehemaligen Lotus-Ingenieur, der seit 1958 zusammen mit Mike Costin einen Betrieb unter dem Namen Cosworth führte. Cosworth war für seine Rennmotoren für kleinere Motorsportklassen wie die Formel Junior bzw. Formel 3 bekannt, die seit den frühen 1960er-Jahren europaweit eingesetzt wurden, teilweise auch in der 1,5-Liter-Formel 1. Keith Duckworth erklärte sich bereit, für Lotus einen Formel-1-Motor zu entwickeln. Das war eine neue Herausforderung für sein Unternehmen, das bis dahin noch keine kompletten Motoren selbst konstruiert hatte. Cosworths Formel-Junior-Motoren (Ford 105E, MAE und SC-Serie) waren mehr oder weniger intensive Abwandlungen von Großserientriebwerken aus den Baureihen Ford Anglia bzw. Cortina.
Für den Formel-1-Motor veranschlagte Cosworth Entwicklungskosten in Höhe von 100.000 £. Die Finanzierung des Projekts war zunächst ungeklärt. Chapman, dessen Unternehmen diesen Betrag nicht aufbringen konnte, suchte deshalb externe Investoren. Nachdem der Automobilhersteller Ford zunächst abgelehnt hatte, zeigte Aston Martins damaliger Eigner David Brown Interesse an einem Engagement, allerdings verlangte er im Gegenzug die Eingliederung Cosworths in den David-Brown-Konzern. Das lehnten Keith Duckworth und Mike Costin ab. Zu den weiteren Interessenten, die im Laufe des Jahres 1965 absprangen, gehörte auch das Mineralölunternehmen Esso. Letztlich gelang es Chapman, den Journalisten Walter Hayes für das Projekt zu gewinnen, der seit 1962 die Public-Relations-Abteilung von Ford of Britain leitete. Mit Unterstützung von Stanley Gillen, dem damaligen CEO der englischen Ford-Tochter, und von Harley Copp, der zehn Jahre zuvor Fords NASCAR-Programm organisiert hatte, überzeugte Hayes im Herbst 1965 Henry Ford II von der Werbewirksamkeit eines eigenen Formel-1-Motors und erreichte, dass Ford der Finanzierung des Projekts zustimmte. Für Ford war es eine schlüssige Weiterentwicklung des eigenen Motorsportengagements, das nach Jahren in verschiedenen US-amerikanischen Klassen mittlerweile auch zu internationaler Präsenz geführt hatte; insbesondere mit dem Ferrari-Konkurrenten GT40 hatte sich Ford bei Langstreckenrennen wie den 24-Stunden-Rennen von Le Mans einen Namen gemacht. Ford gab das Formel-1-Projekt im Oktober 1965 mit einer Presseerklärung bekannt, doch obwohl Cosworth kurz danach mit der Arbeit an dem Motorenkonzept begann, wurden die Verträge erst im Juni 1966 unterzeichnet.
Zu der Vereinbarung mit Ford gehörte außerdem die Entwicklung eines Vierzylindermotors für die Formel 2. Diesen Teil setzte Duckworth um, bevor er die Arbeit am Formel-1-Motor aufnahm. Das Formel-2-Triebwerk hieß FVA, hatte einen Ford-Cortina-Block aus Gusseisen und einen Zylinderkopf mit vier Ventilen. Er war bis zur allgemeinen Verfügbarkeit des BMW-M12-Vierzylinders 1973 das Standardtriebwerk der Formel-2-Europameisterschaft und hat in vielen Details Ähnlichkeiten mit dem späteren DFV-Achtzylinder für die Formel 1. Dessen Auslegung entstand in enger Absprache mit Lotus. Keith Duckworth setzte die Anforderungen Colin Chapmans weitgehend um und schnitt den Motor auf den Lotus 49 zu.
Der DFV war von Beginn an erfolgreich. Er gewann bereits das erste Rennen, bei dem er eingesetzt wurde. In den nächsten Rennen gingen die DFV-Motoren ausschließlich an das Lotus-Team. Langfristig hatte Ford allerdings kein Interesse an einer exklusiven Beziehung zu Lotus. Der Konzern sah die Gefahr, dass die Öffentlichkeit in diesem Fall den Grund für die Erfolge in erster Linie im Chassis und nicht im Motor sehen würde. Ford erhoffte sich einen größeren Werbeeffekt, wenn der DFV-Motor in den Chassis mehrerer Hersteller siegte. Deshalb machte Ford den Motor gegen den Widerstand Chapmans ab 1968 auch anderen Teams zugänglich. Diese Entscheidung war ein wesentlicher Grund für die nun beginnende, fast eineinhalb Jahrzehnte andauernde Dominanz des „großartigsten Formel-1-Motors“, die nach Einschätzung vieler Autoren nicht so deutlich ausgefallen wäre, wenn der Motor auch in den folgenden Jahren nur von Lotus eingesetzt worden wäre. Für Ford trat der Werbeeffekt in ungeahntem Ausmaß ein. Ford bezeichnete die Investition später als „die besten 100.000 £, die wir jemals ausgegeben haben.“ Insgesamt fertigte Cosworth 400 Exemplare des DFV.

## Bezeichnung
Der Motor wird meist als Cosworth DFV bezeichnet. Alternativ werden, um auf den Finanzier des Projekts hinzuweisen, auch die Bezeichnungen Ford DFV oder Ford Cosworth DFV verwendet. In den Zylinderkopfdeckeln ist üblicherweise die „Ford-Pflaume“ eingegossen; einige von Williams genutzte Motoren hatten stattdessen Deckel mit dem Cosworth-Schriftzug oder ganz ohne Logo.
Die Abkürzung DFV steht für Double Four Valve. Sie beschreibt den Motor als einen „doppelten Vierventiler“ und nimmt Bezug auf den FVA, der in der gleichen Zeit wie der DFV entwickelt wurde. Er war als Reihenvierzylinder gleichsam ein einfacher Vierventiler.

## Technik

### Die Grundkonstruktion des DFV

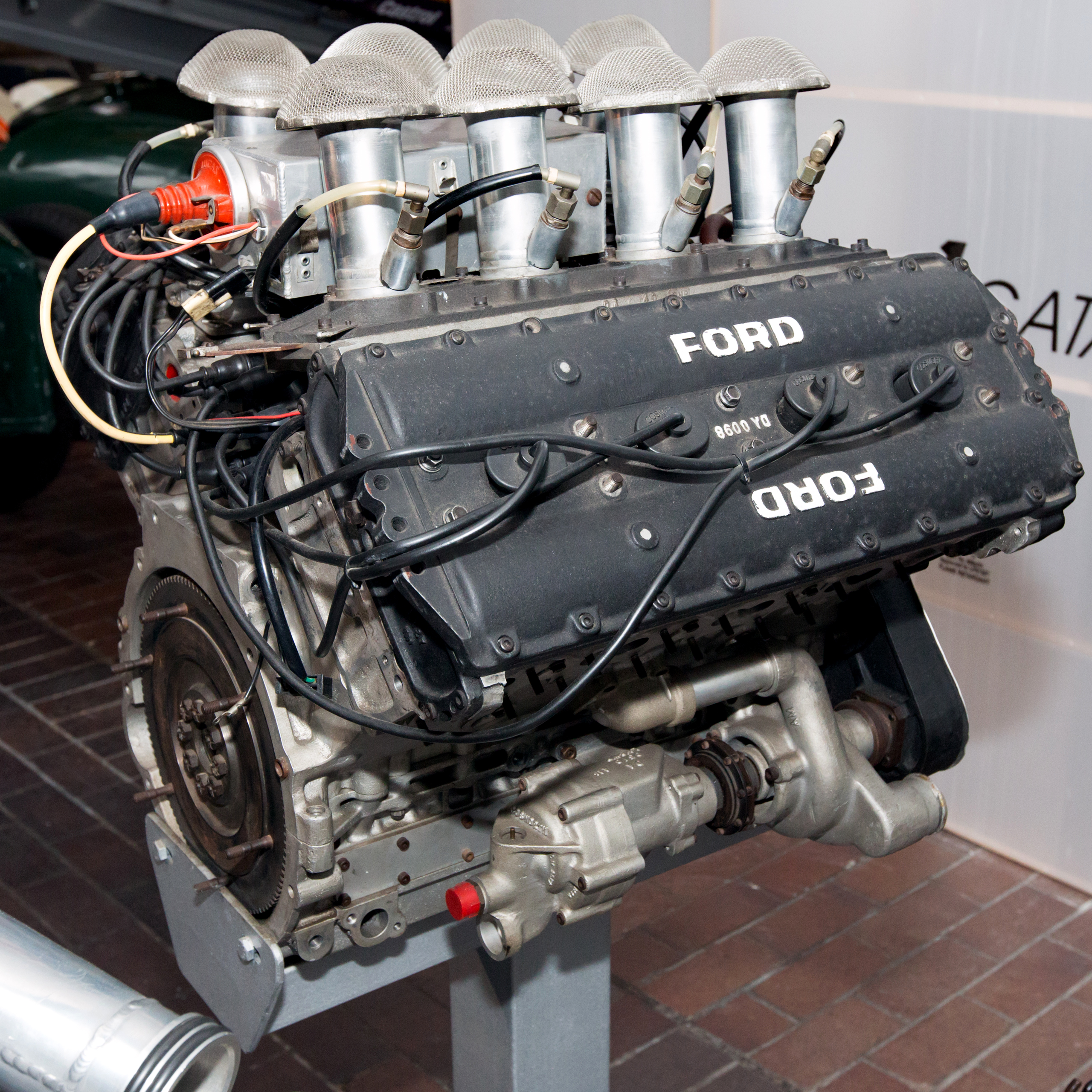
Cosworth DFV

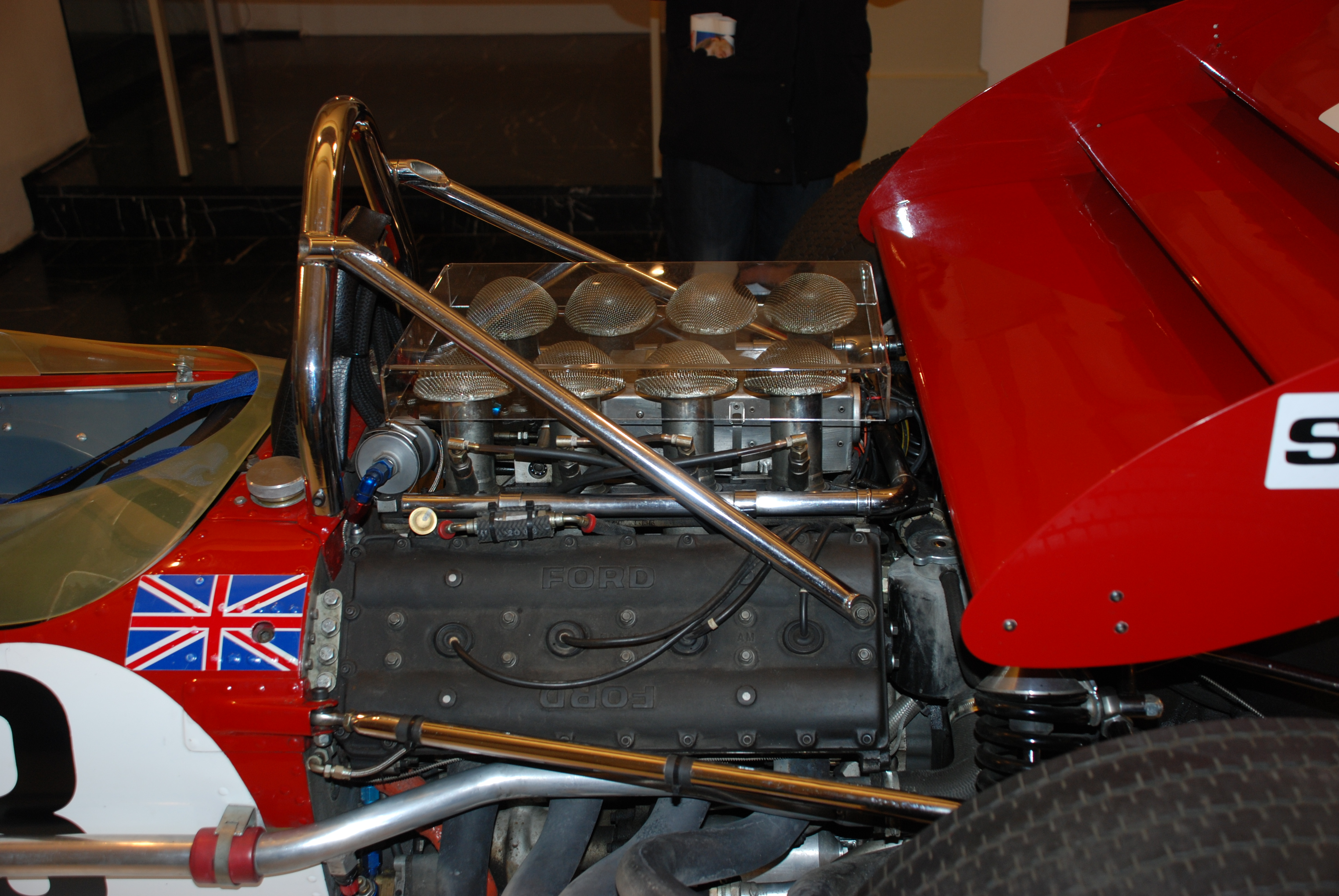
Cosworth DFV im Lotus 49

Anders als Cosworths bisherige Rennsportmotoren, die auf serienmäßigen Motorblöcken von Ford of Britain basierten, war der DFV eine Eigenkonstruktion. Allerdings war der Aufbau des DFV von einigen Merkmalen des Ford-Kent-Vierzylindermotors beeinflusst.
Bei der Konstruktion neuer Motoren für die 3-Liter-Formel-1 setzten die meisten Hersteller auf Zwölfzylinder-V-Motoren (Honda, Ferrari, Maserati, Weslake), bei BRM entstand sogar ein Sechzehnzylinder-H-Motor, der allerdings wegen hoher Komplexität, Defektanfälligkeit und Übergewicht keine dauerhafte Verwendung fand. Der DFV dagegen war ein V-Motor mit nur acht Zylindern. Das erklärt sich einerseits aus der Verwandtschaft zum Vierzylinder-FVA für die Formel 2, anderseits war es eine Entscheidung Duckworths für Einfachheit und Effizienz.
Der Zylinderbankwinkel des DFV liegt bei 90 Grad. Der Hubraum beträgt 2993 cm³ (Bohrung × Hub 85,7 × 64,8 mm). Der Motorblock besteht aus einer Aluminiumlegierung. Er hat nasse Zylinderlaufbuchsen aus Gusseisen. Der Zylinderkopf besteht ebenfalls aus Aluminium. Jeder Zylinder hat vier Ventile. Die Ein- und Auslassventile stehen in einem Winkel von 32 Grad zueinander. Sie werden über zwei obenliegende Nockenwellen für jede Zylinderreihe gesteuert, die über Zahnräder angetrieben werden. Die Kurbelwelle ist fünffach gelagert. Bei seiner Präsentation 1967 gab der Motor 294 kW (400 PS) ab, zwei Jahre später waren es bei den besten Motoren 301 kW (410 PS), und 1972 kamen einige gut vorbereitete DFV bereits auf 331 kW (450 PS). 1977 leisteten die besten DFV 353 kW (480 PS); allerdings waren sie damit inzwischen die schwächsten Motoren der Formel 1: Ferraris Zwölfzylinder kam zu dieser Zeit auf 382 kW (520 PS), Alfa Romeos 115-12, ein Zwölfzylinder-V-Motor mit 180° Bankwinkel nach Werksangaben sogar auf 386 kW (525 PS), und Renaults aufgeladener Sechszylinder lag bei 368 kW (500 PS). Cosworths Stärke war zu dieser Zeit seine Zuverlässigkeit, die deutlich über der der konkurrierenden Motoren lag. Am Ende seiner Ära erreichte der DFV 375 kW (510 PS), was einem Defizit von etwa 147 kW (200 PS) auf die stärksten Turbomotoren entsprach.

### Die Kurzhubversion
1981 entwickelte Cosworth eine Kurzhubversion des DFV, die 1982 erschien. Der Hub reduzierte sich auf 58,5 mm, während die Bohrung auf 90,0 mm vergrößert wurde. Daraus ergab sich ein Hubraum von insgesamt 2991 cm³. Mit diesen Veränderungen wollte Cosworth höhere Drehzahlen ermöglichen. Ein spürbarer Leistungsgewinn war damit allerdings nicht verbunden. Die Höchstleistung wurde auf etwa 500 PS geschätzt. Insgesamt entstanden 22 Exemplare des Kurzhub-DFV. Er bildete die Grundlage für den im darauffolgenden Jahr entwickelten Cosworth DFY.

### Der Cosworth DFY
Der Cosworth DFY von 1982 war eine Weiterentwicklung des ursprünglichen DFV. Er war eine Reaktion auf die kontinuierlich steigende Leistung der Turbomotoren, mit denen der DFV nicht mehr schritthalten konnte. Der DFY wurde unter der Leitung von Mario Illien konstruiert, der seit 1978 für Cosworth arbeitete. Die Finanzierung übernahmen in erster Linie die britischen Teams McLaren und Williams; in geringerem Maße war auch Tyrrell daran beteiligt.
Der DFY basierte auf dem Kurzhub-DFV von 1982, dessen Zylinderabmessungen er übernahm. Der Motorblock blieb unverändert. Wesentliche Überarbeitungen erfuhr vor allem der Zylinderkopf, der 6,4 kg leichter war als der des herkömmlichen DFV. Die Auslasskanäle der einzelnen Zylinder waren nun komplett getrennt; eine Zusammenführung erfolgte erst im Auspuffkrümmer. Die Ventile standen jetzt enger zusammen; der Ventilwinkel betrug nur noch 22,5 Grad. Die Motorleistung lag bei etwa 530 PS, die maximale Drehzahl betrug 11.500 Umdrehungen pro Minute.
Der DFY war kurzlebig und nicht weit verbreitet. Insgesamt entstanden nur sieben Exemplare. Der DFY löste den DFV nicht ab; vielmehr wurden beide Versionen mindestens bis 1984 nebeneinander eingesetzt.

## Die Rolle der Tuner
In den 1970er-Jahren war der DFV-Achtzylindermotor von Cosworth das am weitesten verbreitete Triebwerk der Formel 1. Aus Kapazitätsgründen konnte Cosworth nicht alle im Umlauf befindlichen Motoren selbst warten. Der Service wurde frühzeitig auf verschiedene selbständige Betriebe ausgelagert. Das erste Unternehmen dieser Art war Swindon Racing Engines (kurz Swindon oder SRE), das 1972 gegründet wurde. Die Anteile an Swindon gehörten vollständig Keith Duckworth und Mike Costin sowie zwei weiteren Cosworth-Mitarbeitern. Im Außenverhältnis agierte allerdings John Dunn als Geschäftsführer. Swindon war organisatorisch und technisch eigenständig. Im Laufe der Jahre ging Swindon dazu über, die DFV-Motoren nicht nur zu warten, sondern eigenständig weiterzuentwickeln. Als Konkurrenten kamen bald John Judds Unternehmen Engine Developments, Hart Racing Engines, John Wyer Automotive und Langford & Peck hinzu. Mitte der 1970er-Jahre folgte Heini Mader Racing Components aus der Schweiz, wobei hier vor allem kontinentaleuropäische Teams betreut wurden.
Die großen Teams gingen im Laufe der 1970er-Jahre zunehmend dazu über, die Motoren selbst zu warten oder zumindest exklusiv mit einem Tuningpartner zusammenzuarbeiten. McLaren übertrug das Motortuning ab 1973 auf das eigens für diesen Zweck von John Nicholson gegründete Unternehmen Nicholson-McLaren Racing Engines, mit dessen Motoren das Team zweimal die Fahrer- und einmal die Konstrukteursweltmeisterschaft gewinnen konnte. Williams führte eigene Entwicklungen durch, die zumeist exklusiv von Judd umgesetzt wurden.

## Renngeschichte des DFV in der Formel-1-Weltmeisterschaft

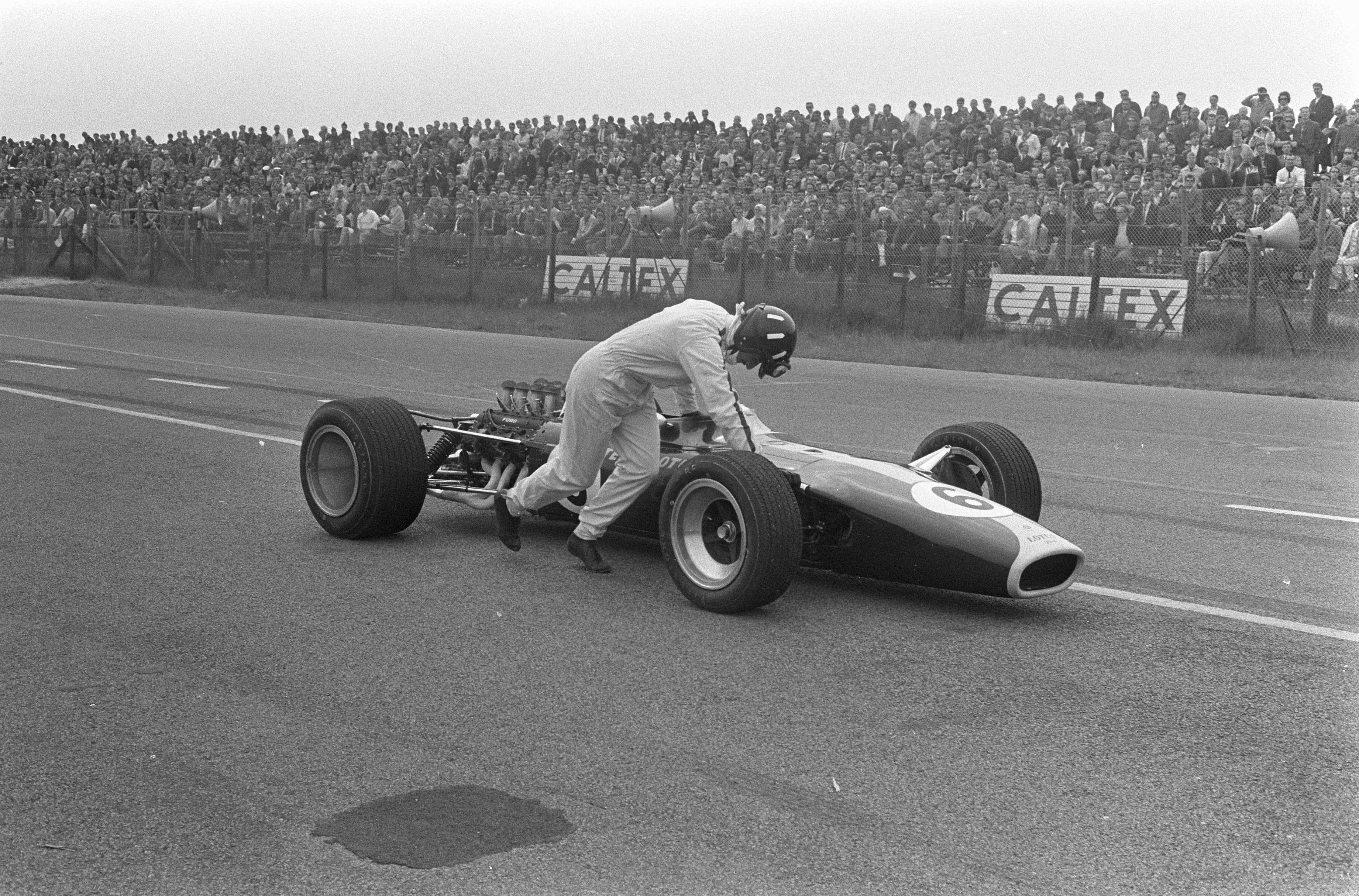
Erster WM-Lauf des DFV: im Lotus 49 beim Großen Preis der Niederlande 1967 (Graham Hill)

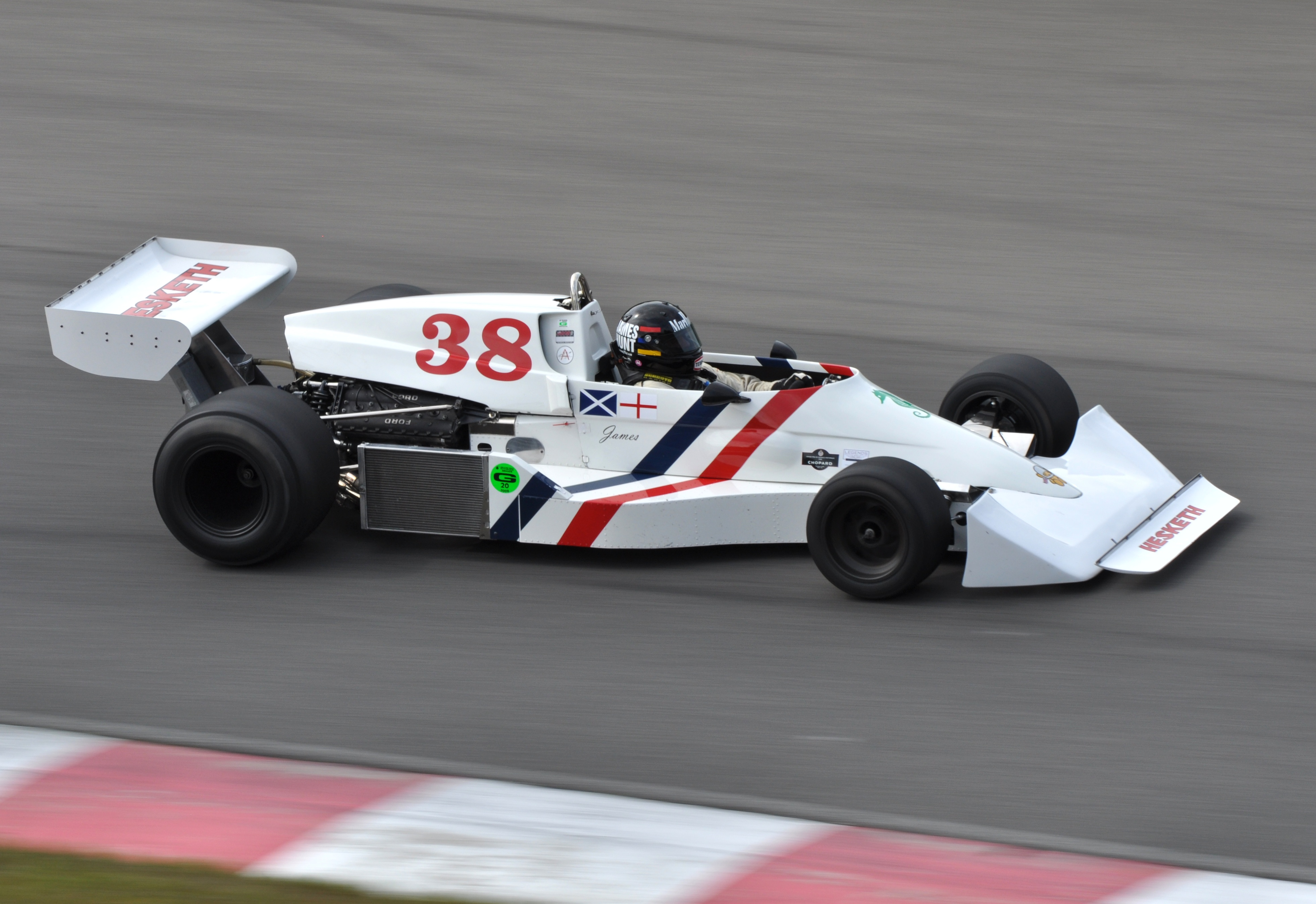
Baukastenauto der 1970er-Jahre: Hesketh 308C (1975)

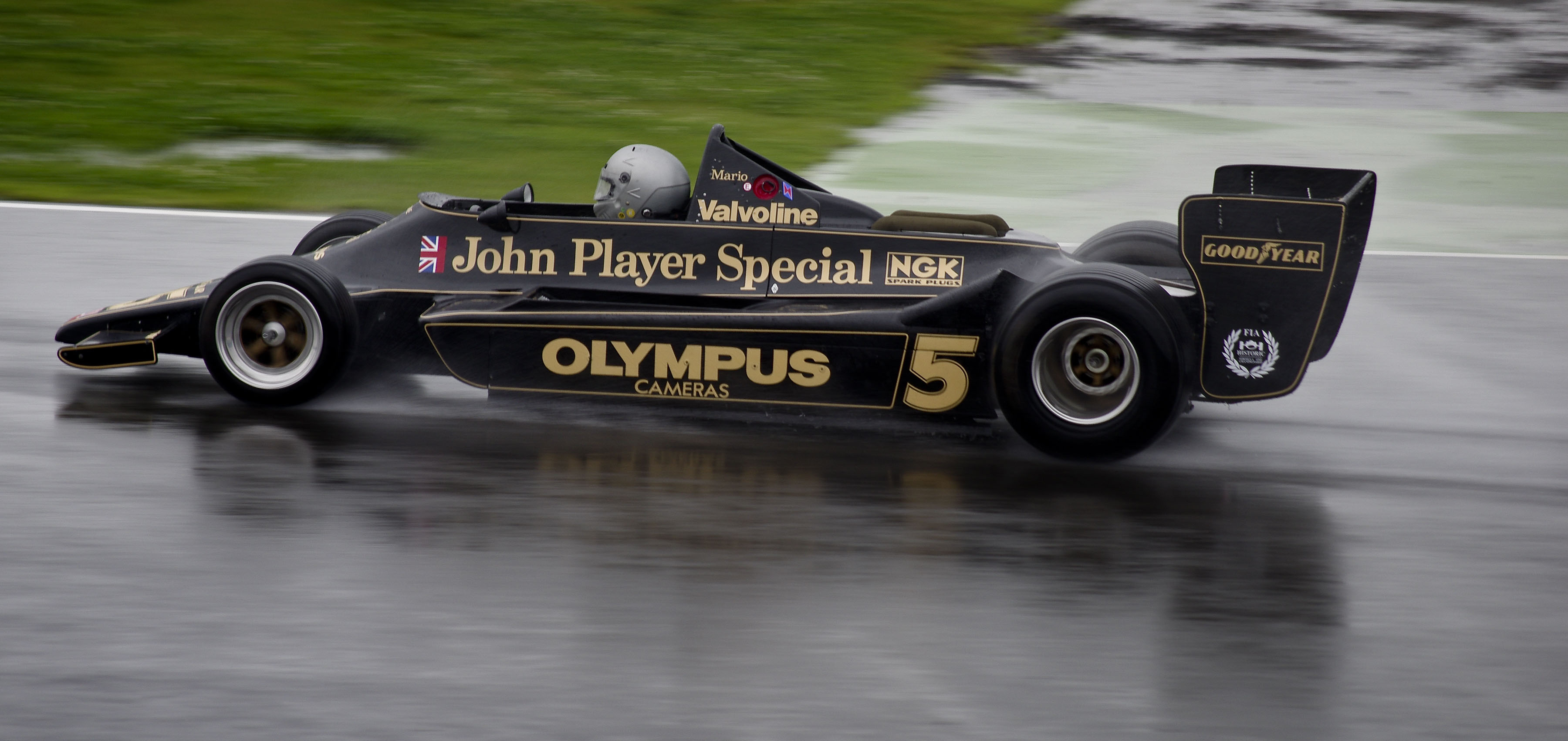
Weltmeisterauto von 1978 dank Abtrieb: Lotus 79

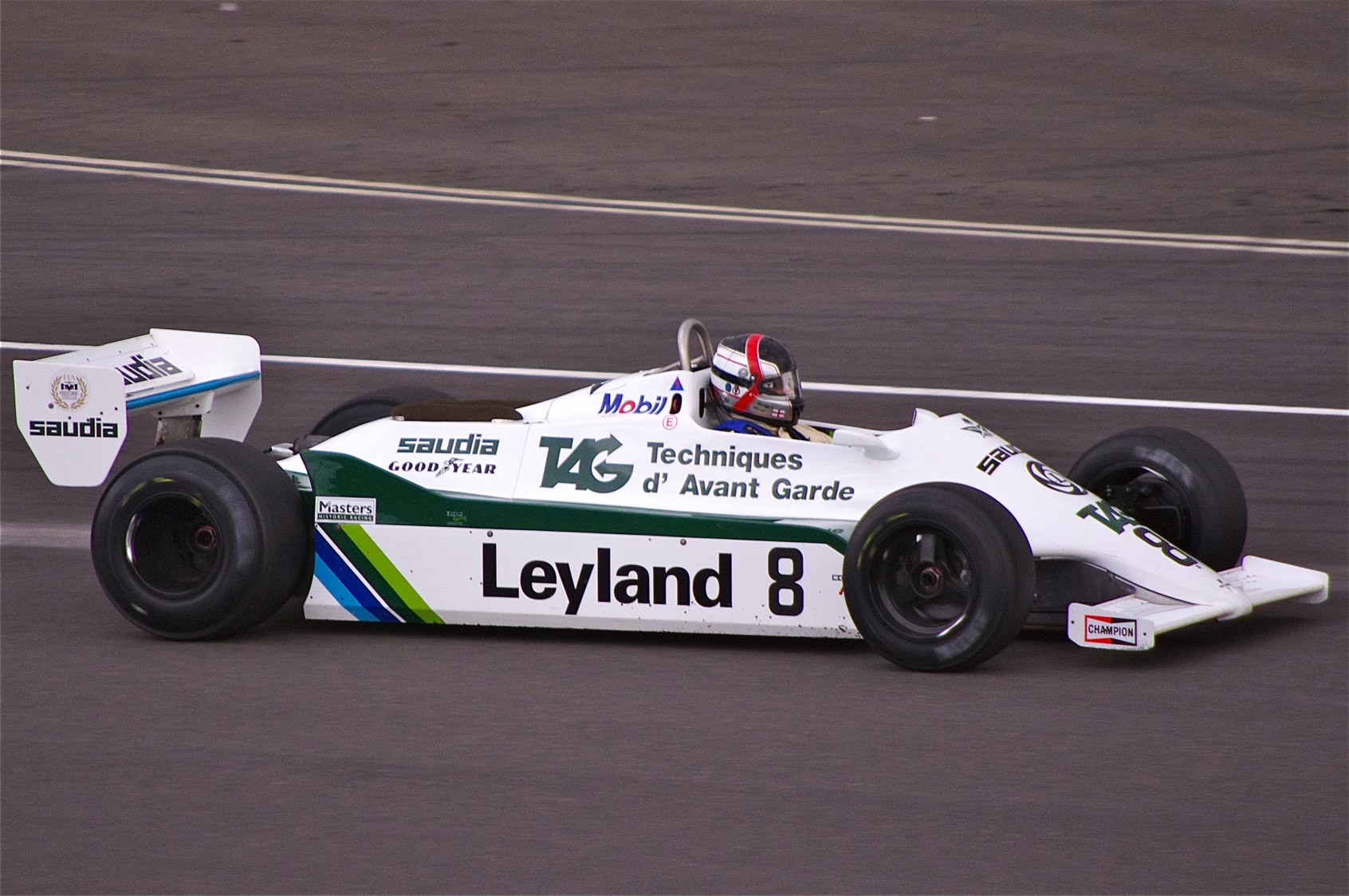
Fünf Siege 1979 und sechs 1980 mit DFV-Motor: Williams FW07

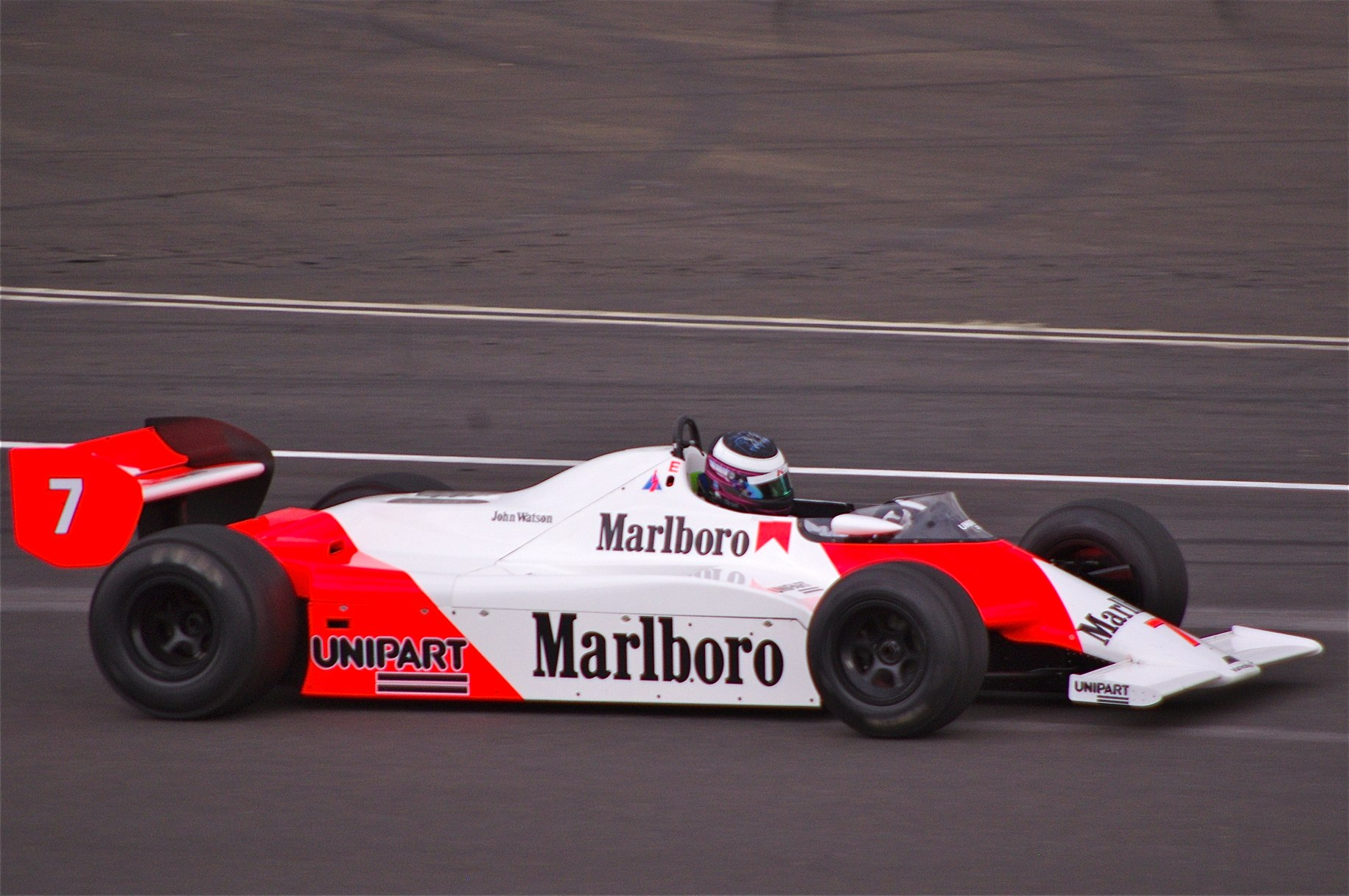
Wingcar mit DFV-Motor: McLaren MP4/1 (1982)

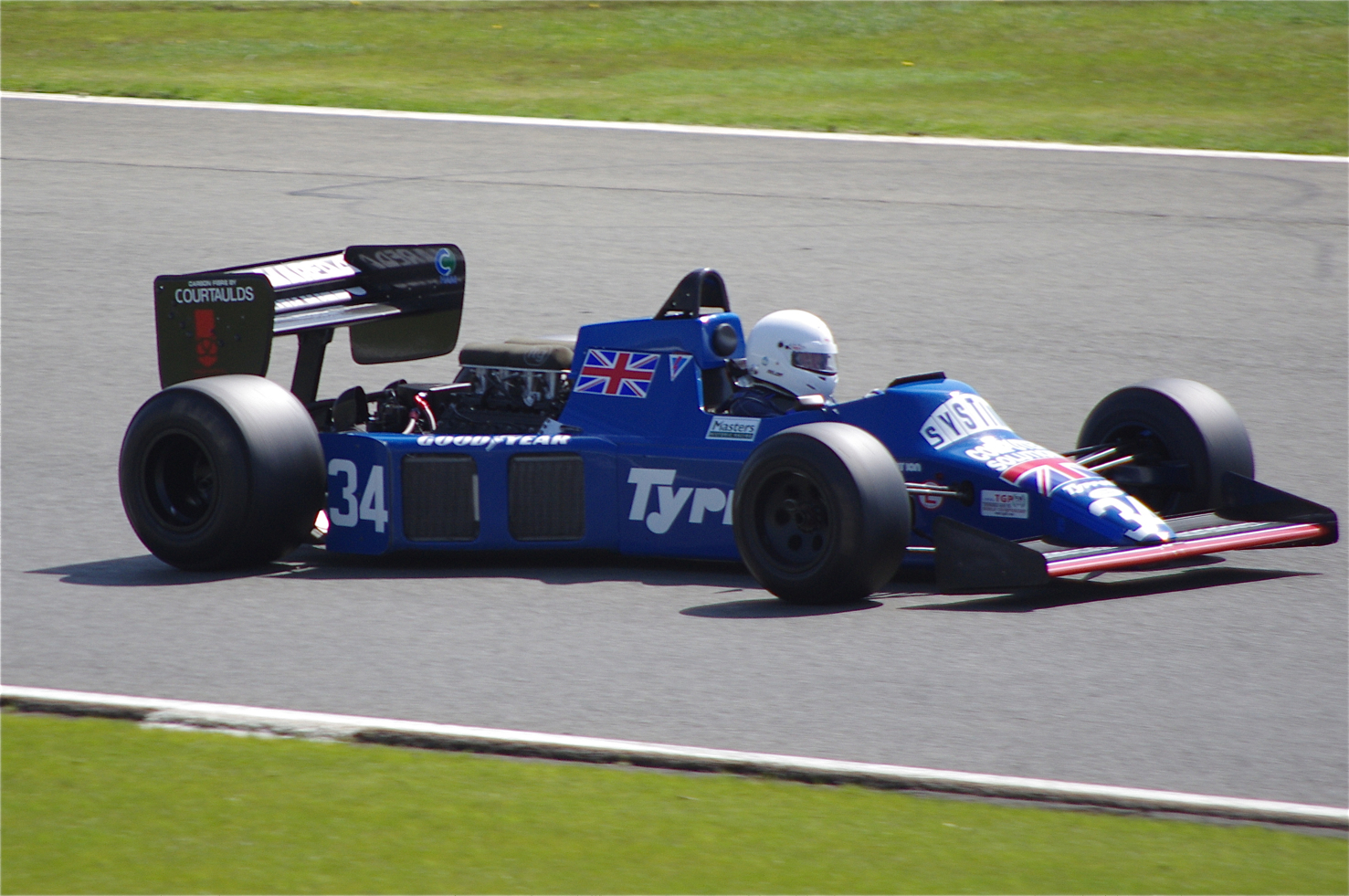
Das letzte Formel-1-Auto mit DFV-Motor: Tyrrell 012 (1985)

### Erfolgreiches Debüt mit Lotus
Das erste Formel-1-Rennen des Cosworth DFV war der Große Preis der Niederlande 1967. Lotus brachte den DFV im Typ 49 mit Jim Clark und Graham Hill an den Start. Hill belegte die Pole-Position; seine beste Trainingszeit lag eine halbe Sekunde unter der des Zweitplatzierten. Im Rennen fiel Hill allerdings nach einem Motorschaden aus. Clark, der vom achten Platz gestartet war, gewann das Rennen mit 23 Sekunden Vorsprung auf Jack Brabham im Brabham-Repco. Der DFV siegte damit bereits bei seinem ersten Einsatz. Drei weitere Siege folgten in dieser Saison noch für Lotus. Mit Beginn seiner Allgemeinverfügbarkeit stellten 1968 nach und nach fast alle britischen Teams auf den DFV-Motor um: 1968 begannen McLaren und Tyrrell, 1969 folgte Brabham.

### Der am weitesten verbreitete Motor der Formel 1
Der Cosworth DFV war das dominierende Triebwerk der 1970er-Jahre. Die etablierten Konstrukteure setzten fast ausnahmslos auf das Triebwerk. Der DFV war darüber hinaus auch für das Aufkommen zahlreicher neuer Konstrukteure in den 1970er-Jahren verantwortlich, denn mit einem vergleichsweise preiswerten DFV-Motor und einem ebenso frei verfügbaren Hewland-Getriebe ließ sich leicht ein einigermaßen wettbewerbsfähiges Auto auf die Räder stellen. Ein Beispiel dafür war Tyrrell: Um auch weiterhin DFV-Motoren einsetzen zu können, löste das Team 1970 seine Verbindung zum bisherigen Chassislieferanten Matra, der auf der Verwendung eines eigenen Motors bestanden hatte, und wurde zu einem eigenständigen Rennwagenkonstrukteur. Nicht alle Konstrukteure arbeiteten auf ähnlich hohem Niveau wie Tyrrell. In den 1970er-Jahren entstand der Typ der sogenannten Cosworth-„Baukastenautos“. Er bezeichnete einfach konstruierte Fahrzeuge mit zugekauften technischen Komponenten, wozu insbesondere DFV-Motoren und Hewland-Getriebe gehörten. Solche Konstrukteure waren beispielsweise Ensign, Shadow, Surtees oder Frank Williams Racing Cars. Die zugekaufte Technik ermöglichte diesen Mittelfeldteams immer wieder Zielankünfte in den Punkterängen. Daneben erschien der Cosworth DFV allerdings auch bei zahlreichen amateurhaften Projekten wie Connew, Kauhsen, Merzario, Trojan oder Token aus Europa oder Maki aus Japan. Die meisten schafften es zwar, einen Rennwagen zu bauen, scheiterten aber nach kurzer Zeit an den hohen Kosten des Rennbetriebs. Einige – etwa Kauhsen oder Merzario – hatten auch die konstruktive Komplexität der Formel 1 unterschätzt, und wieder andere, zu denen z. B. Dywa aus Mailand gehörte, kamen gar nicht erst über das Niveau eines Bastelobjekts hinaus. Einen anderen Weg ging der 1969 gegründete Konstrukteur March Engineering, der ab 1970 frei verfügbare Kundenchassis anbot, die genau auf den DFV-Motor zugeschnitten waren. Viele dieser March-Cosworth-Kundenfahrzeuge ergänzten bis in die späten 1970er-Jahre die Starterfelder der Großen Preise und gingen im Laufe der Jahre durch die Hände vieler Rennfahrer.
Konkurrenz hatte der DFV in dieser Zeit kaum. Von den britischen Teams war B.R.M. das einzige, das noch eigene Motoren herstellte. Auch international gab es kaum Wettbewerber. Ferraris Motoren waren ausschließlich für das eigene Werksteam bestimmt. Matra belieferte, nachdem das eigene Werksteam eingestellt worden war, allein die Équipe Ligier. Alfa Romeo versuchte zwar ab 1970, mit Achtzylindern, die von Sportwagenmotoren abgeleitet waren, in der Formel 1 Fuß zu fassen. Nachdem diese Vorstöße sowohl bei McLaren (1970) als auch bei March (1971) gescheitert waren, kehrte Alfa Romeo 1976 mit einem exklusiven Zwölfzylinder für Brabham zurück, konnte sich aber auch hier nicht durchsetzen. Kleine Motorkonstrukteure wie Tecno erschienen nur vorübergehend.

### Siege in Serie
In den 1970er-Jahren dominierte der DFV auch sportlich. In seiner ersten kompletten Saison gewann der DFV-Motor 11 von 12 Rennen, und 1973 ging nicht nur jeder Sieg bei einem Weltmeisterschaftslauf an ein DFV-Auto, sondern auch alle Podiumsplätze. In der Formel 1 gewannen Autos mit DFV-Motor von 1967 bis 1983 insgesamt 155 Weltmeisterschaftsläufe, die letzten wurden mit DFY-Versionen erzielt. 12 verschiedene Chassishersteller siegten mit dem DFV-Motor bei Weltmeisterschaftsläufen. Der mit Abstand erfolgreichste Chassishersteller war Lotus, gefolgt von McLaren und Tyrrell. Frank Williams war mit seinem zweiten, 1977 gegründeten Rennstall Grand Prix Engineering ebenfalls erfolgreich. Der DFV ermöglichte aber auch kleinen Teams wie Shadow oder Hesketh unter günstigen Umständen einzelne Siege. Außer dem DFV hatten in den 1970er-Jahren nur die Ferrari-Motoren regelmäßig die Chance, Rennen zu gewinnen. Siege von Autos mit B.R.M.-, Matra- oder Alfa-Motor blieben Ausnahmen.

### Konkurrenz durch Zwölfzylinder-Flachmotoren
Ferrari hatte den firmentypischen V12 schon Anfang der 1970er als 180°-Flachmotor (312B wie Boxer) schwerpunktgünstiger gestaltet und damit Vize-WM-Titel errungen. Durch Engagement bei der Sportwagen-Weltmeisterschaft, deren wichtigste Rennen im ersten Halbjahr stattfanden, wurde das F1-Team firmenintern zum Hinterbänkler, in der Saison 1973 wurde mit einem Ein-Wagen-Team kein Podestplatz erzielt und zwei GP ausgelassen. Ab 1974 wurden, zusammen mit der Verpflichtung von Niki Lauda, die Sportwagen aufgegeben und der Vorteil der firmeneigenen Teststrecke konsequenter genutzt, so dass mit der neuen Chassis-Bauweise („Schneepflug“) bis 1977 der WM-Titel zweimal an Ferrari ging, zweimal knapp an McLaren. Der flache V12 hatte nicht nur mehr Spitzenleistung, sondern war auch auf gute Fahrbarkeit ausgelegt. Alfa Romeo brachte einen ähnlich gestalteten flachen Zwölfzylinder zu Brabham, der 1978 Siege errang.

### Aerodnamik-Vorteil gegenüber Flachmotoren
Die Karten wurden neu gemischt durch die Einführung von starkem Abtrieb durch umgekehrte Flügelprofile in den Seitenkästen der Rennwagen. Damit fuhr zunächst Lotus mit dem Cosworth wesentlich schneller durch Kurven als andere und gewann die WM 1978. 1979 waren mehrere Teams mit dem neuartigen noch nicht voll verstandenen Bodeneffekt samt „Schürzen“ zeitweise erfolgreich, am Ende konnte Ferrari den Fahrer-WM-Titel sichern. Aber schon 1980 war der breit bauende Flachmotor im Unterboden ein deutlicher Nachteil gegenüber dem keilförmig schmalen Cosworth-V8, mit dem bis 1982 drei Jahre lang die Fahrer-WM gewonnen wurde. Ferrari kehrte daher zur V-Form zurück, allerdings nur als V6 und mit Turbos.

### Verdrängung durch Turbomotoren
Zum Ende der 1970er-Jahre zeichnete sich das Ende der DFV-Dominanz ab. Mit den Turbomotoren, die Renault 1977 eingeführt hatte, entstand eine Konkurrenz, deren Leistungsniveau trotz Turbofaktor 2 und nur 1,5 Liter Hubraum das des DFV deutlich übertraf. Mit zunehmender Zuverlässigkeit der Turbos geriet der DFV ab 1981 spürbar ins Hintertreffen. Durch das „Dampfrad“ im Cockpit sowie mit Qualifikationsreifen konnten sich die finanzkräftigeren Teams die ersten Startreihen sichern. Die Sauger-Teams mussten auf das Rennen hoffen, auf Zuverlässigkeit, bessere Fahrbarkeit und weniger Verschleiß setzen. So gewann 1982 mit Keke Rosberg nochmal ein Cosworth-Pilot die WM, wenn auch nur mit einem GP-Sieg. Der Turbo-Vorteil galt umso mehr, als die führenden Turboteams spätestens ab 1983 besondere Treibstoffe („Rocket Fuel“) verwendeten, durch die die Motorleistung jedenfalls im Qualifying kurzfristig auf bis zu 1300 PS stieg und auch im Rennbetrieb noch mehrere 100 PS über den DFV-Motoren lag.
Cosworth hatte in den USA seit 1976 einen bei Ovalrennen wie dem Indy 500 dominierenden Turbomotor im Einsatz, den DFX. Dieser V8 war mit 2,65 Litern jedoch für das aufgeladene F1-Maximum von 1,5 Litern zu groß, eine Verkleinerung auf V6 oder Halbierung auf V4 wurde nicht vorgenommen. Zudem hatte der Indy-Motor nur einen Turbolader anstatt die für das Ansprechverhalten vorteilhafte Bi-Turbo-Bauweise. Man reagierte zunächst mit der Weiterentwicklung des DFV zum DFY. Der DFY debütierte mit McLaren beim Großen Preis von Frankreich 1983. Nach und nach erhielten auch Lotus, Williams, Tyrrell und Ligier einzelne DFY-Blöcke. Kurz nach seinem Debüt erzielte der DFY-Motor einen Sieg: Michele Alboreto gewann für Tyrrell den Großen Preis der USA Ost 1983. Es war der letzte Sieg eines 3,0-Liter-Saugmotors von Cosworth in der Formel-1-Weltmeisterschaft.
Zwar bemühte sich die FIA in den 1980er-Jahren, das Potential der aufgeladenen Motoren durch zahlreiche Regeländerungen zum Mindestgewicht und zum Maximalverbrauch einzuschränken. Dennoch waren die Saugmotoren nicht mehr konkurrenzfähig. Daran änderte auch die DFY-Version des DFV nichts. Nachdem bis Ende 1983 alle Spitzenteams auf Turbomotoren von eigens in den Rennbetrieb eingestiegenen großen Herstellern umgestellt hatten – Brabham verband sich mit BMW, Williams mit Honda, und McLaren ließ sich bei Porsche einen von TAG finanzierten Motor bauen –, folgten bis zum Sommer 1984 die Mittelfeldteams. ATS, Arrows und Benetton wurden BMW-Kunden, Osella übernahm Alfa Romeos Turbomotoren (890T), und die britischen Teams RAM, Spirit und Haas kauften aufgeladene Vierzylinder von Brian Hart (Hart Racing Engines), die zwar schwächer und fragiler waren als die Turbos der etablierten Hersteller, aber immer noch mehr Leistung brachten als die DFV- und DFY-Sauger. Das deutsche Zakspeed-Team hatte in den 1970ern in Ford-Tourenwagen einen 1,4-Liter-Turbo in der Zweiliter-Klasse erfolgreich eingesetzt, zeitweise auch einen 1,7-Liter in der großen Division der DRM, daher lag der Schritt nahe mit 1,5-Liter in der F1 anzutreten. Die besonders finanzschwachen Teams Theodore oder Fittipaldi stellten dagegen den Rennbetrieb ein. Minardi startete sein Formel-1-Programm 1985 zwar noch mit einem DFV-Motor, wechselte aber nach wenigen Rennen zu aufgeladenen Sechszylindern von Motori Moderni. Tyrrell war das letzte Team, das bis Sommer 1985 noch regulär mit DFV- bzw. DFY-Motoren an den Start ging. Am Ende war aber auch hier der Wechsel zu Turbomotoren unvermeidlich. Ab 1986 hatte Cosworth mit dem GBA (Ford TEC) einen eigenen Turbomotor im Programm; er war allerdings einzelnen Teams exklusiv vorbehalten und wurde nur zwei Jahre lang verwendet.
Dessen ungeachtet erlebte der DFV beim Großen Preis von Brasilien 1988 noch einen letzten, wenn auch äußerst kuriosen Auftritt in der Formel 1: Das neue Team BMS Scuderia Italia hatte ein Chassis bei Dallara in Auftrag gegeben, das beim Saisonauftakt aber noch nicht fertiggestellt war. Um einem möglichen Ausschluss von der weiteren Saison entgegenzuwirken, der bei einem Nichtantritt als Strafe drohte, ging die Scuderia daraufhin mit einem Dallara 3087 für Alex Caffi ins Rennen – einem im Vorjahr eingesetzten Formel-3000-Fahrzeug mit DFV-Motor. Nichtsdestotrotz war das Fahrzeug nicht konkurrenzfähig und verpasste bereits die Vorqualifikation deutlich. Beim nachfolgenden Rennen in San Marino war das neue Fahrzeug mit DFZ-Motor dann fertig, sodass es für den DFV bei dieser letzten Ausnahme blieb.

## Meisterschaftsfreie Formel-1-Rennen und lokale Serien

### Formel-1-Rennen ohne Weltmeisterschaftsstatus
Neben den Weltmeisterschaftsläufen der Jahre 1967 bis 1983 fanden jährlich mehrere Formel-1-Rennen ohne Weltmeisterschaftsstatus statt. Insgesamt 30 dieser Rennen gewannen Fahrer mit DFV-Motoren.

### Südafrikanische Formel-1-Meisterschaft
In der Südafrikanischen Formel-1-Meisterschaft trafen in den 1960er-Jahren die europäischen Teams auf lokale Konstrukteure und Fahrer. Vielfach nutzten die europäischen Konstrukteure die weltmeisterschaftsfreien Rennen in Südafrika, Rhodesien, Südrhodesien und Mosambik, die zumeist in den Wochen um den Jahreswechsel stattfanden, zur Vorbereitung der kommenden Weltmeisterschaftssaison und zum Testen ihrer neuen Fahrzeuge. Die südafrikanischen Wettbewerber hingegen, die gleichermaßen zugelassen waren, setzten vielfach ältere europäische Autos oder selbst konstruierte Fahrzeuge ein. Den Übergang zur Dreiliterformel vollzogen die südafrikanischen Konstrukteure nur mit einigem Zeitabstand nach. Vielfach behalfen sie sich zunächst mit Repco- oder aufgebohrten Climax-Motoren. Ab 1970 war aber auch bei ihnen der Cosworth-DFV-Motor das Standardtriebwerk. Ab 1968 gewannen alle Meister – John Love (1968 und 1969) sowie Dave Charlton (1970 bis 1975) – ihre Titel mit DFV-Motoren.

### Aurora-AFX-Formel-1-Serie und Britische Formel-1-Meisterschaft
Die Aurora-AFX-Formel-1-Serie war eine nahezu ausschließlich auf den britischen Inseln ausgetragene Serie, deren Reglement stark an das der Formel 1 angelehnt war. Vorläufer der Serie war die 1969 etablierte Europäische Formel-5000-Meisterschaft gewesen, in der zunächst 5,0 Liter große Achtzylindermotoren US-amerikanischer Herkunft zugelassen waren. Die Serie fand 1975 ihr Ende. 1976 und 1977 traten Formula-Libre-Rennen an ihre Stelle, bis 1978 die Aurora-AFX-Serie ins Leben gerufen wurde. 1982 hieß die Serie schließlich Britische Formel-1-Meisterschaft. Hier fuhren vor allem Nachwuchsfahrer in zumeist älteren, gebrauchten Formel-1-Fahrzeugen; daneben starteten aber auch einige Formel-2-Wagen.
Die Formel-1-Chassis wurden in dieser Serie nahezu durchgängig von Cosworth-DFV-Motoren angetrieben. Der einzige andere Hersteller von Formel-1-Motoren, der in dieser Serie vertreten war, war B.R.M., dessen veralteter Rennwagen P207 mit dem komplizierten Zwölfzylinder P202 ausgestattet war und erfolglos blieb.
In der Aurora-Serie bzw. der Britischen Formel-1-Meisterschaft wurden von 1978 bis 1982 insgesamt 44 Rennen ausgetragen; 43 von ihnen gewannen Fahrer mit DFV-Motoren. Die einzige Ausnahme war Jim Crawford, der im Herbst 1980 ein Rennen in Oulton Park mit einem Formel-2-Chevron und einem Ford-Reihenvierzylindermotor gewann. Die Meisterschaften gingen an die DFV-Piloten Tony Trimmer (1978), Rupert Keegan (1979), Emilio de Villota (1980) und Jim Crawford (1982). Ab 1983 wurde die Serie nicht mehr ausgetragen. Konzeptionell trat ab 1985 die Formel 3000 an ihre Stelle.

## Der DFV außerhalb der Formel 1

### Formel 3000

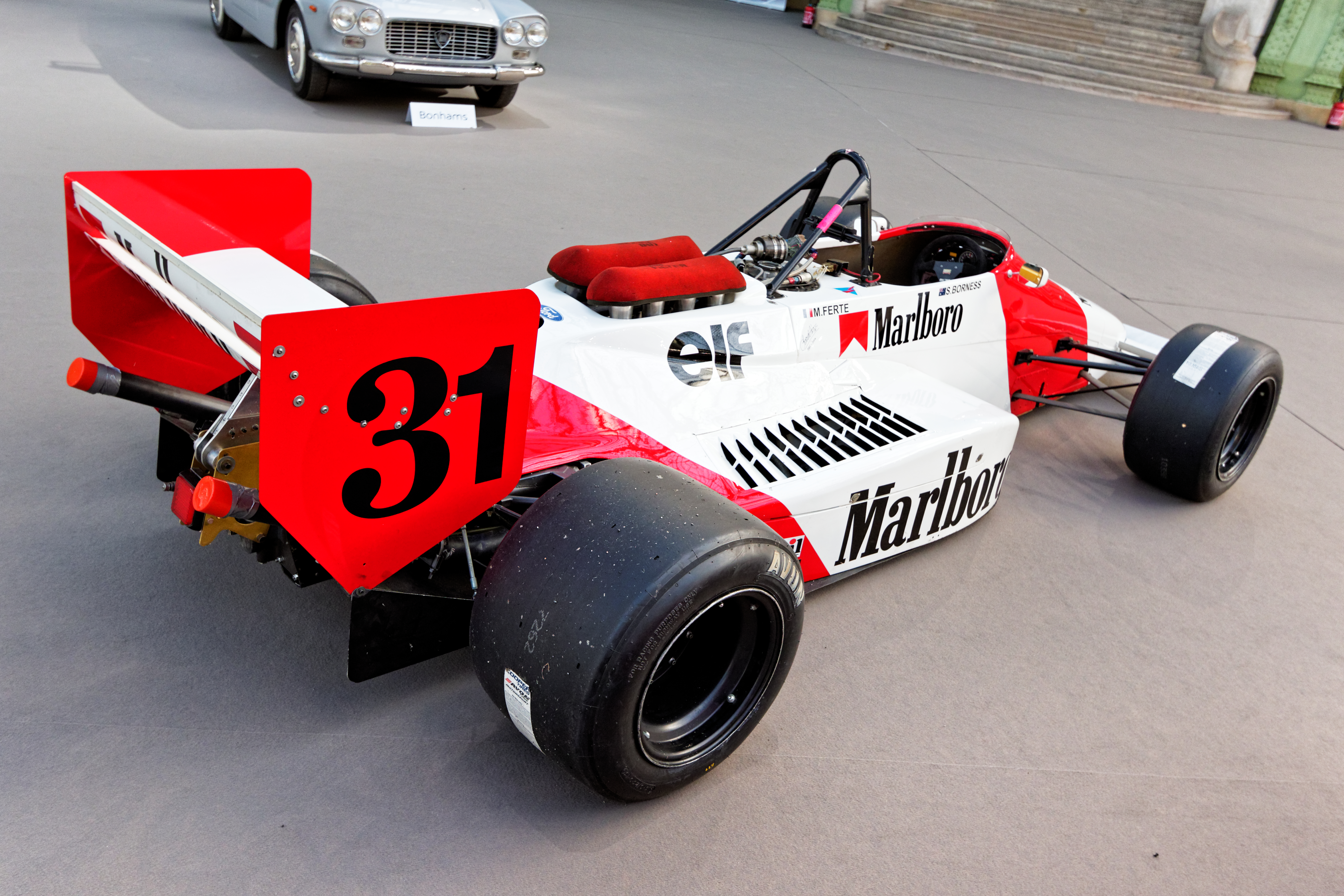
Formel-3000-Auto mit DFV-Motor: March 85B (1985)

Für das Jahr 1985 organisierte die FIA die Rennsportklasse unterhalb der Formel 1 neu. Die bisherige Formel 2, nach der seit 1967 jährlich unter anderem eine Europameisterschaft ausgeschrieben worden war, wurde durch die neu eingeführte Formel 3000 ersetzt. Anlass für die Einführung der neuen Klasse waren die zuletzt stark gestiegenen Kosten der Formel 2, die seit Beginn der 1980er-Jahre zu einer Dominanz der Werksteams und zu einem kontinuierlichen Rückgang der Teilnehmerzahlen geführt hatten. Das Reglement der Formel 3000 sah die Verwendung der weit verbreiteten und unkomplizierten 3,0-Liter-Saugmotoren vor, die in der Formel 1 unbrauchbar geworden waren, weil dort ab 1985 ausschließlich Turbomotoren zum Einsatz kamen. Daraus resultierte ein fortgesetzter Bedarf nach Cosworth-DFV-Motoren. Für die Formel 3000 wurde die Motorleistung auf etwa 450 PS reduziert.
Nach dem Reglement der Formel 3000 wurde in Europa ab 1985 die Internationale Formel-3000-Meisterschaft ausgetragen. Hier war der DFV bis in die frühen 1990er-Jahren das am weitesten verbreitete Triebwerk. In der Debütsaison 1985 wurde der Motor sogar ausschließlich eingesetzt, erst in den Folgejahren traten nach und nach Motoren von Judd und Honda bzw. Mugen in den Wettbewerb. Die Motoren der kontinentaleuropäischen Teams betreute weitgehend Heini Maders Betrieb in Gland; britische Teams ließen ihre Motoren dagegen oft bei Swindon warten. Die von Mader vorbereiteten Motoren galten als besonders hochwertig; Heini Mader erwarb sich in dieser Zeit den Ruf des „DFV-Gurus“. In der Internationalen Formel-3000-Meisterschaft siegten DFV-Motoren von 1985 bis 1993 bei 65 von insgesamt 123 Rennen. Erst 1989 begann die Cosworth-Dominanz zu bröckeln, als Jean Alesi seinen Fahrtitel in einem von Jordan eingesetzten Reynard mit einem Mugen-Motor gewann. Die letzte Meisterschaft, die der Fahrer eines Autos mit DFV gewann, war 1992 (Luca Badoer für Crypton), und den letzten Sieg eines DFV in der Formel 3000 erzielte Pedro Lamy beim Großen Preis von Pau 1993. Cosworths Nachfolger für den DFV in der Formel 3000 war ein Motor mit der Bezeichnung AC, der ab 1993 zum Einsatz kam und auf Anhieb erfolgreich war, mit der Einführung eines Zytek-Judd-Einheitsmotors zur Saison 1996 allerdings wieder verschwand.
Von 1989 bis 1997 wurde außerdem jährlich eine Britische Formel-3000-Meisterschaft durchgeführt, deren Reglement dem der Internationalen (kontinentaleuropäischen) Serie entsprach, aber verpflichtend ältere Chassis forderte. Der DFV-Motor war auch hier in den ersten Jahren das dominierende Triebwerk.
Daneben gab es auch die Japanische Formel-3000-Meisterschaft (später: Formel Nippon). Hier spielten die Cosworth-Motoren praktisch keine Rolle; dort dominierten Triebwerke von Honda und Yamaha.

### Sportwagenrennen

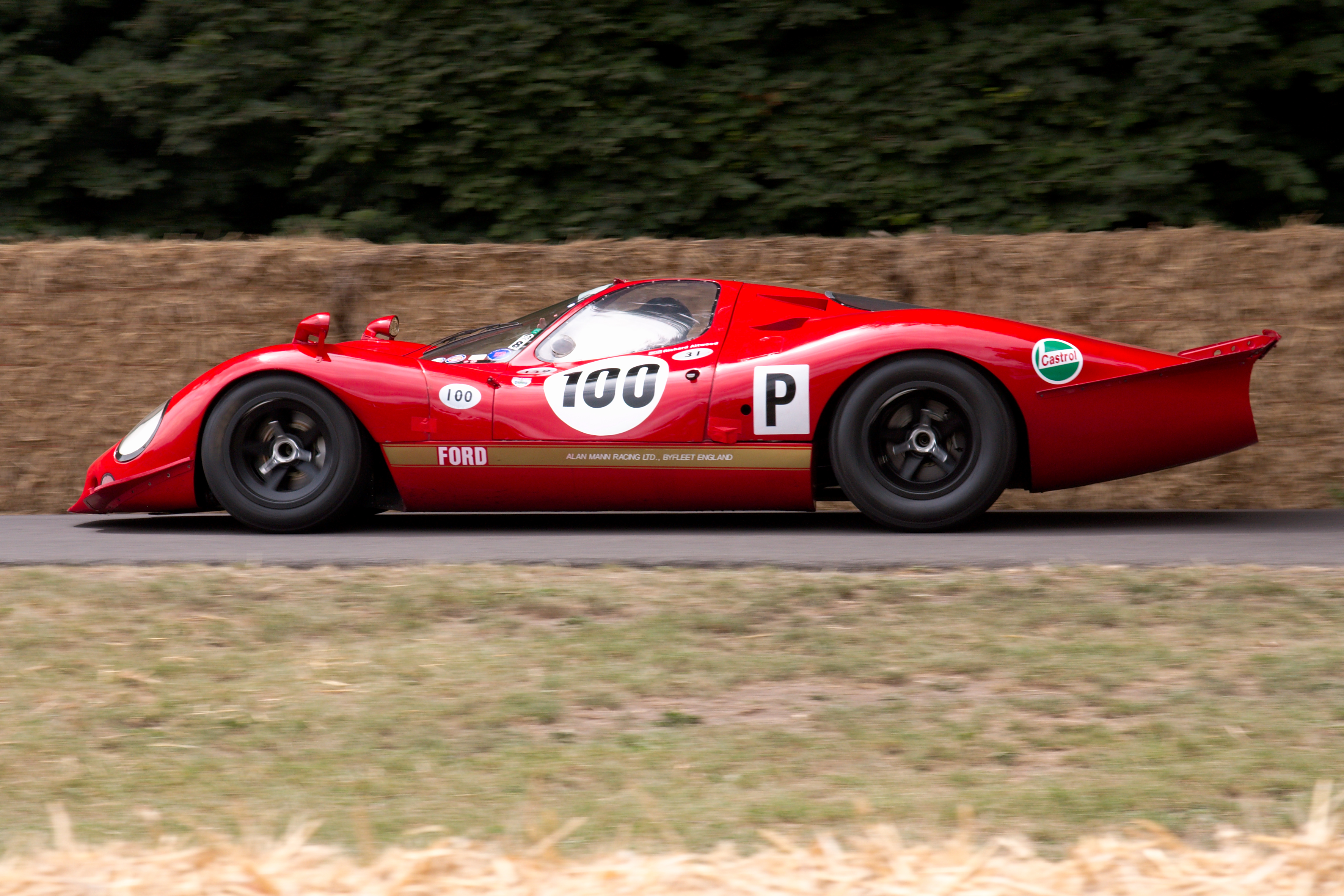
Ford P68, erster Prototyp mit Cosworth-DFV-Motor

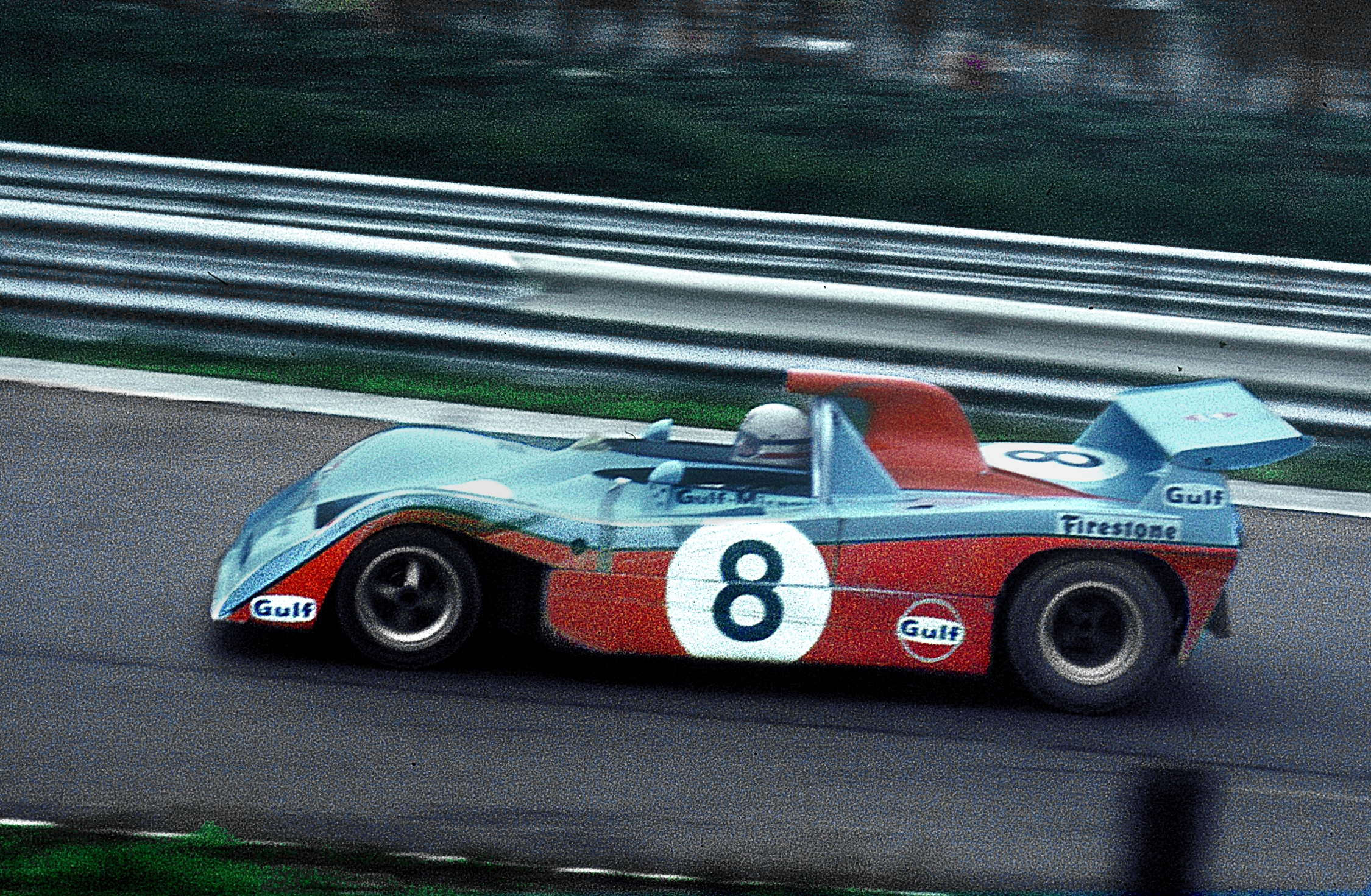
Derek Bell im Mirage M6 beim 1000-km-Rennen auf dem Nürburgring 1972

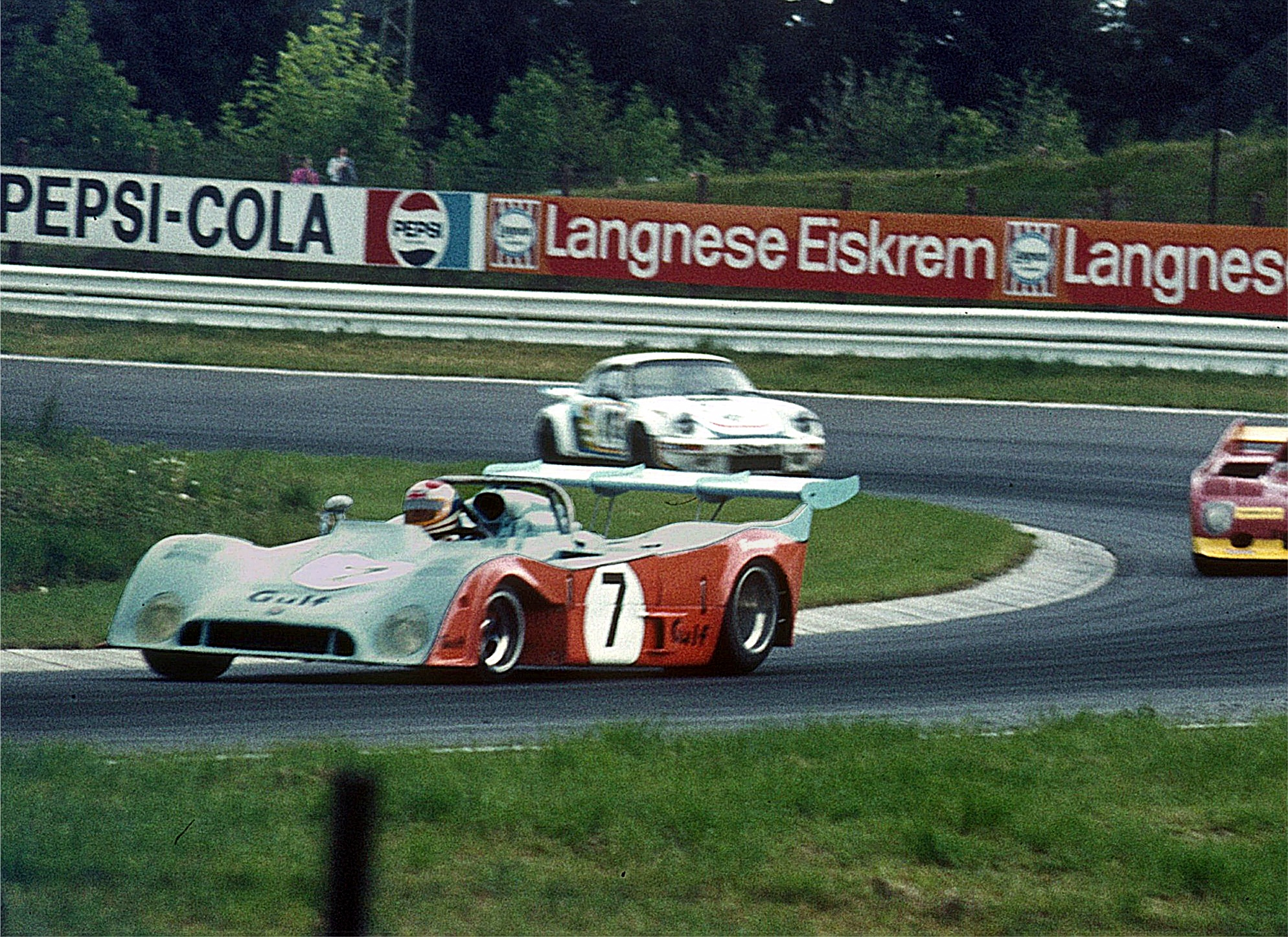
Gulf GR7 1974 am Nürburgring

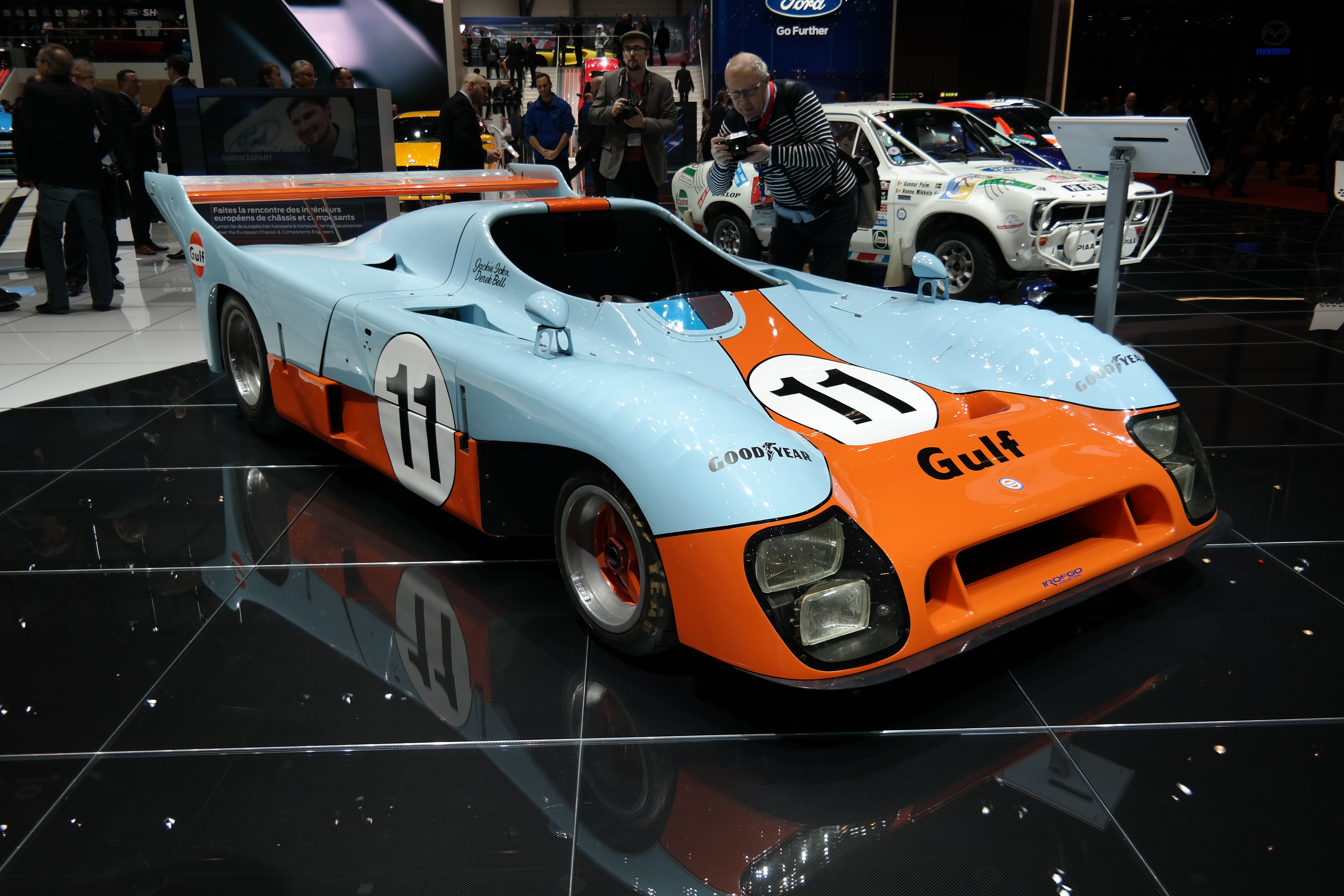
Gulf GR8; Siegerwagen von Jacky Ickx und Derek Bell beim 24-Stunden-Rennen von Le Mans 1975

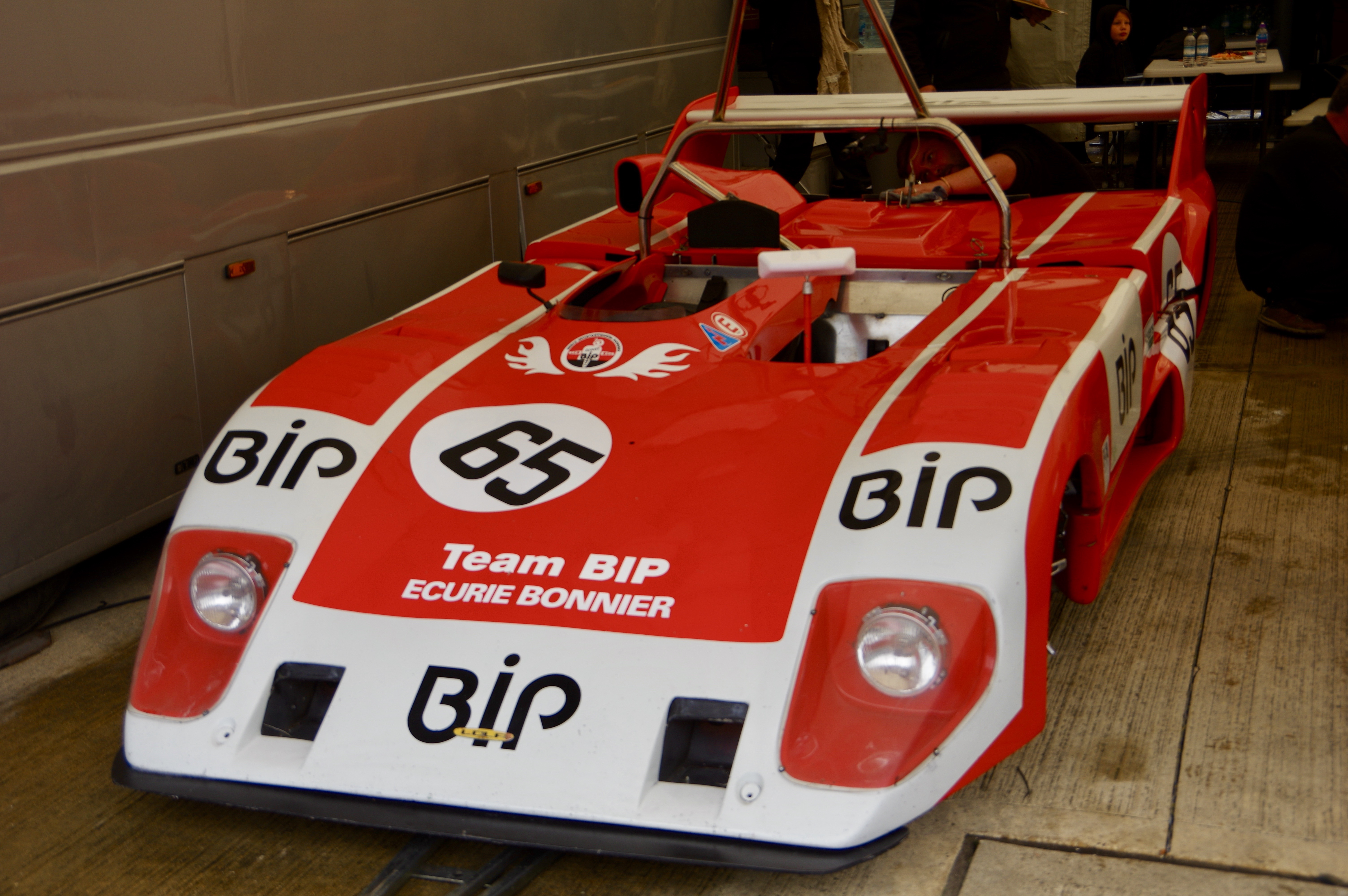
Lola T280 der Écurie Bonnier aus dem Jahr 1972

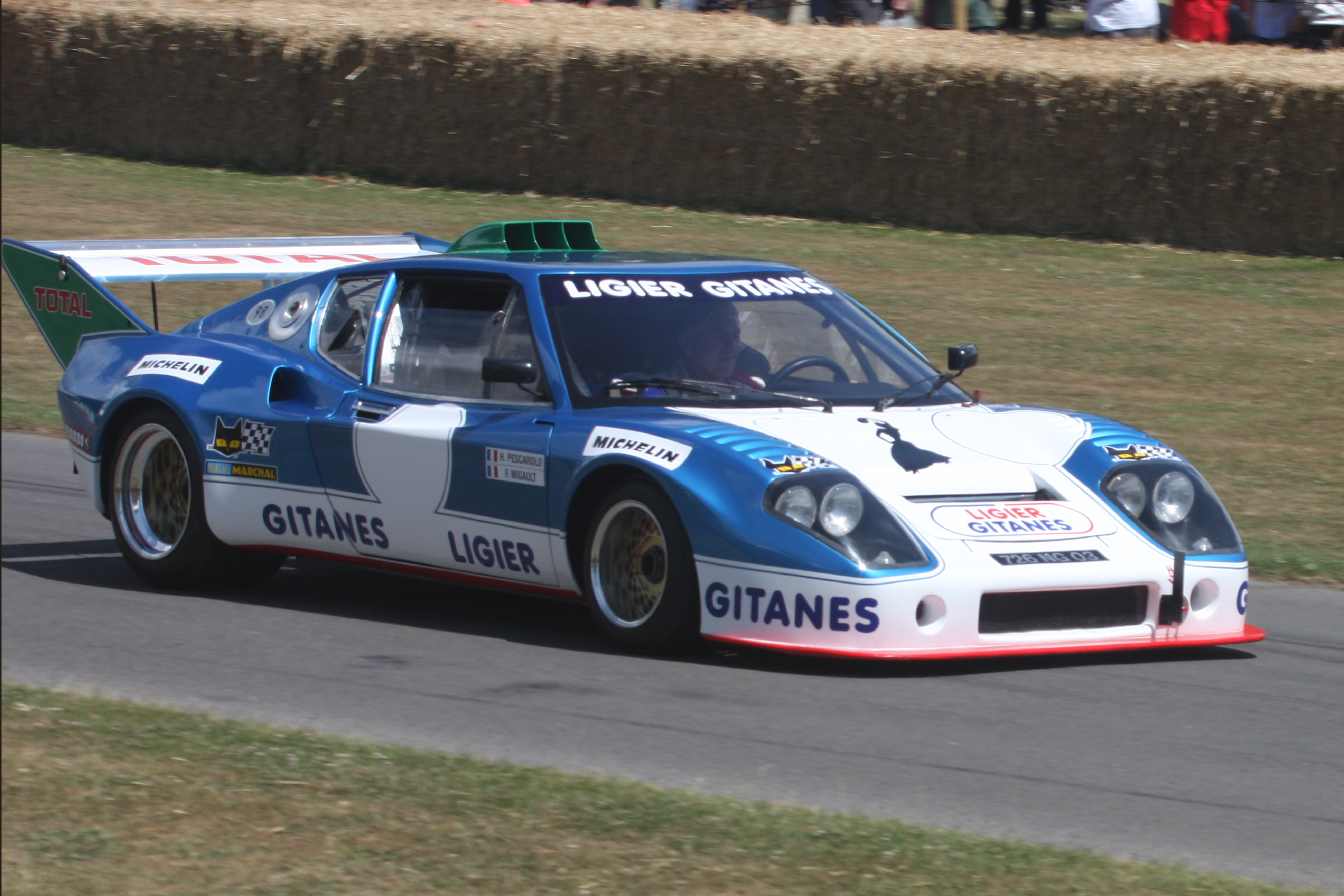
Ligier JS2, zweitplatziert in Le Mans 1975

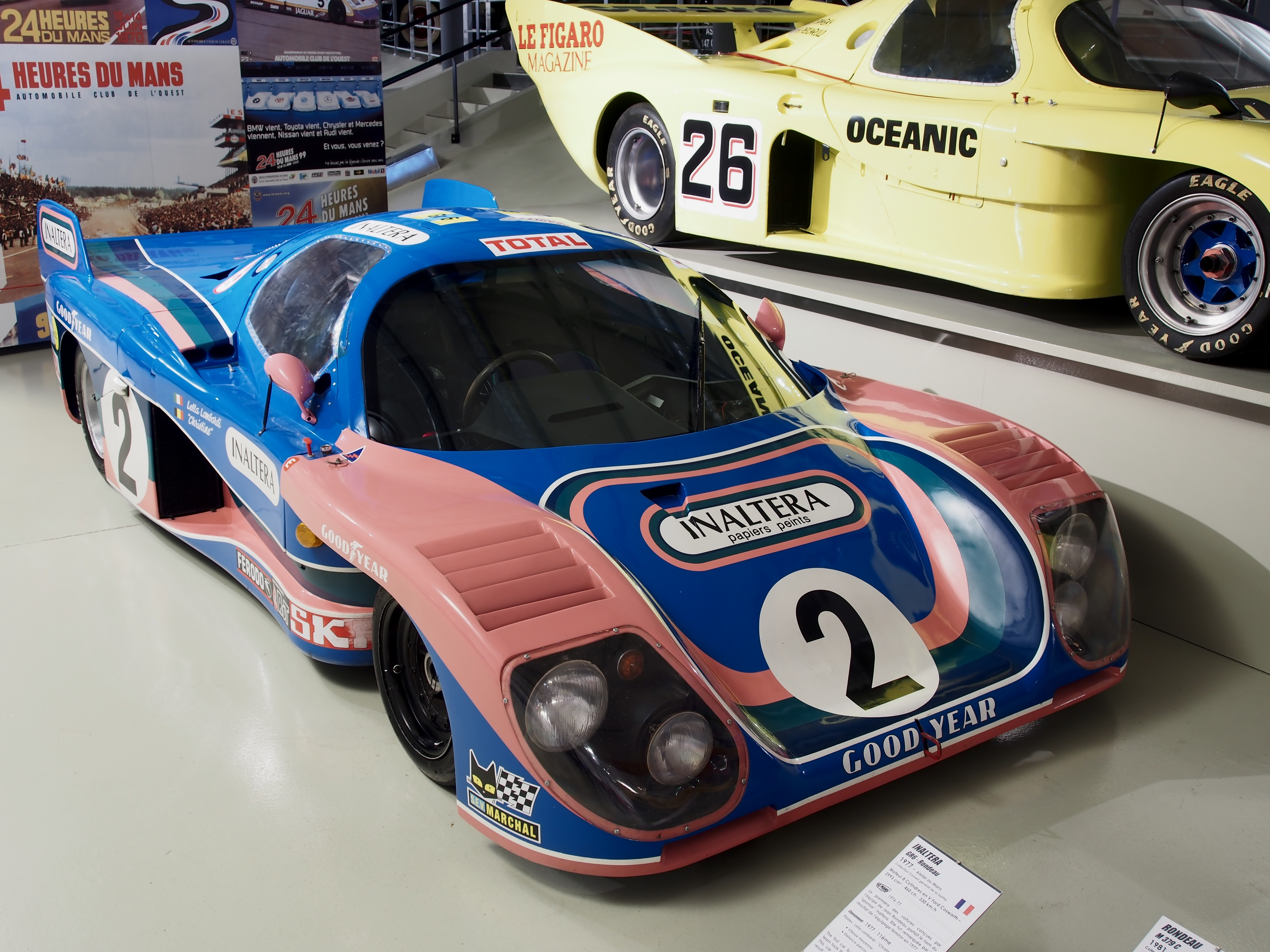
Inaltera LM, GTP-Klassensieger in Le Mans 1977

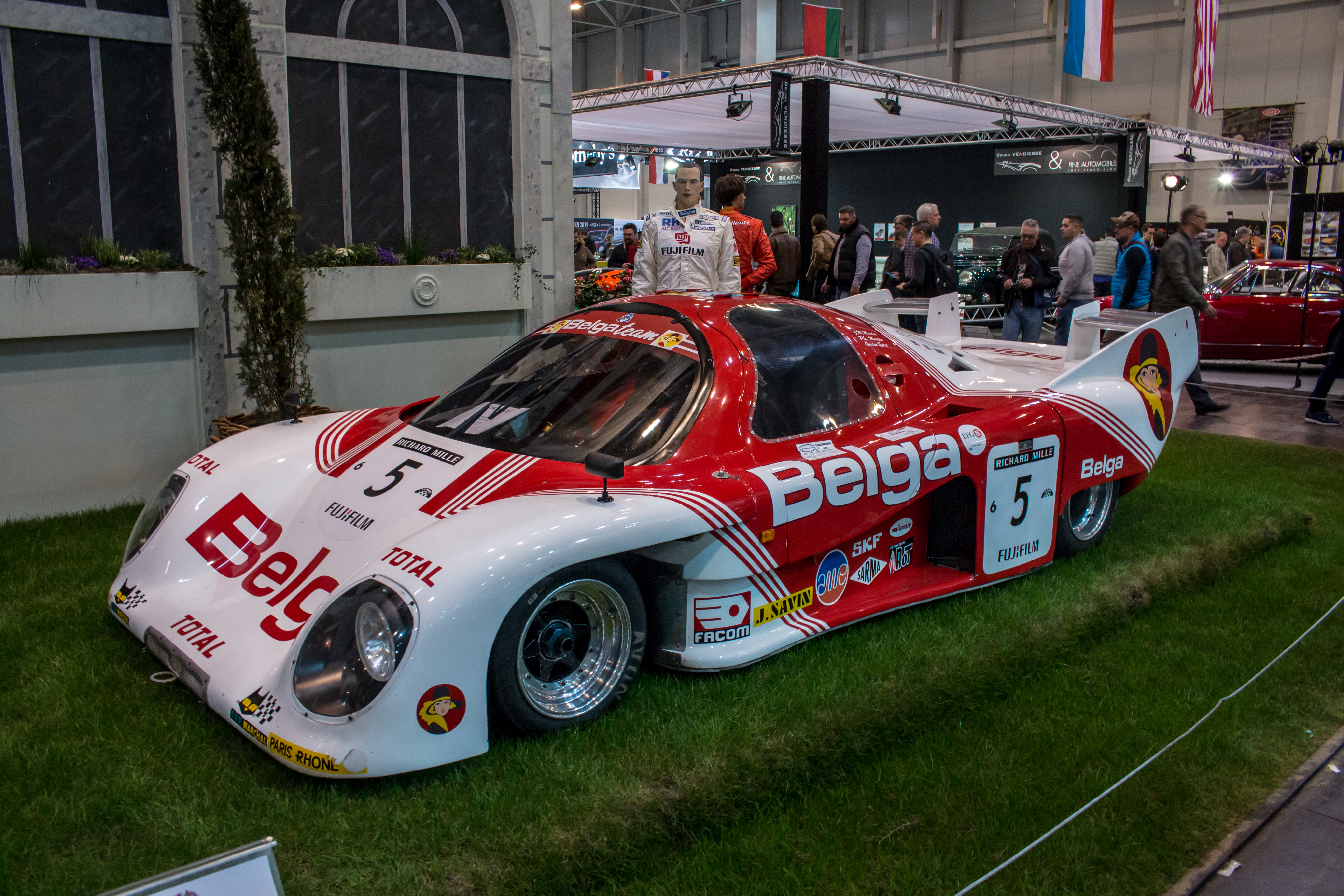
Rondeau M379, Le-Mans-Gesamtsieger des Jahres 1980

#### Ford P68
Als 1968 in der Sportwagen-Weltmeisterschaft ein neues technisches Reglement in Kraft trat, wurde der DFV auch für Sportwagenteams eine Alternative zu den bisher eingesetzten Rennmotoren. Die neuen technischen Vorschriften ergaben für Prototypen einen maximalen Hubraum von 3 Litern. Erster nennenswerter Wagen mit DFV-Motor war 1968 der Ford P68. Der britische Rennstallbesitzer und Rennfahrer Alan Mann war Betreiber des Projekts, konstruiert wurde der sehr flache Wagen von Len Bailey. Die Initiative zum Bau des Wagens ging von Ford Europa aus, die sich Alan Mann Racing als Partner suchten. Obwohl man bei Ford von einer reduzierten Motorleistung sprach, um die Standfestigkeit des Wagens zu erhöhen, gab die Teamleitung eine Leistung von 309 kW (420 PS) bei 9000/min und ein maximales Drehmoment von 37,3 mkp (366 Nm) bei 7000/min an.
Sein Renndebüt gab der P68 beim 6-Stunden-Rennen von Brands Hatch 1968. Der Wagen von Jochen Rindt und Mike Spence hatte bereits im Training einen Motorschaden. Der zweite Wagen, den neben Spence auch Bruce McLaren steuerte, fiel nach Rennführung mit Antriebswellendefekt aus. Einen schweren Rückschlag erlitt das Projekt durch den schweren Unfall von Chris Irwin beim 1000-km-Rennen auf dem Nürburgring 1969, der die Karriere des damals erst 26-jährigen Rennfahrers beendete. Der P68 war ein schneller – laut Werksangaben lag die Höchstgeschwindigkeit bei 350 km/h – aber wenig zuverlässiger Prototyp. Den letzten Renneinsatz gab es beim 6-Stunden-Rennen von Brands Hatch 1969, wo Frank Gardner und Denny Hulme erneut mit einem Schaden an der Antriebswelle ausfielen.

#### Mirage-Rennwagen
In der Ära der Mirage-Rennwagen gab es mehrere Modelle mit dem Cosworth-DFV-Motor. Der erste Wagen mit diesem V8-Motor war der Mirage M3. Der M3 war die zweite Eigenkonstruktion des Teams um John Wyer nach dem M2, der einen V12-Motor von BRM hatte. Sein Renndebüt gab der Spyder beim 6-Stunden-Rennen von Watkins Glen 1969, am Steuer Jacky Ickx und Jackie Oliver. Der Cosworth-Motor hatte zu wenig Öldruck, ein Umstand, der nach 112 gefahrenen Runden zum Ausfall des Wagens führte. Nach einem Lenkungsdefekt beim 1000-km-Rennen von Zeltweg, gewann Jacky Ickx mit dem Prototyp das 500-km-Rennen von Imola 1969. Es war der erste Sieg für den Cosworth-DFV-Motor bei einem Sportwagenrennen.
1972 wurde aus der John Wyer Automotive Gulf Research Racing. Die finanzielle Unterstützung für den Rennwagenbau und den Rennbetrieb erhielt das Team weiterhin von Gulf Oil und dessen Motorsportchef Grady Davies. Im Winter 1971/72 entstand der M6, ein offener Prototyp, dessen Monocoque aus Aluminiumplatten hergestellt wurde. Das Getriebe kam von Hewland und der V8-Motor war der DFV von Cosworth. Der M6 wurde vor allem 1972 und 1973 in der Sportwagen-Weltmeisterschaft eingesetzt. 16 Rennen bestritt das Team mit dem Wagenmodell und dem Debüt beim 12-Stunden-Rennen von Sebring 1972, am Steuer Derek Bell und Gijs van Lennep. Ein Differentialschaden verhinderte die Zielankunft. Zwei Siege gelangen mit dem M6. Derek Bell und Mike Hailwood siegten beim 1000-km-Rennen von Spa-Francorchamps 1973. Es war der erste Sieg für den Cosworth-Motor bei einem Rennen der Sportwagen-Weltmeisterschaft. Ein zweiter Gesamtsieg gelang Derek Bell beim 500-km-Rennen von Imola 1973.
Erfolgreiche Mirage-Rennwagen waren der Gulf GR7, der Gulf GR8 und der Mirage GR8. Mit dem GR8 gewann Jacky Ickx und Derek Bell das 24-Stunden-Rennen von Le Mans 1975. Es war der erste Sieg für einen Wagen mit Cosworth-Motor in Le Mans. Ein weiterer Mirage mit Cosworth-DFV-Motor war der Ford M10, den 1979 Vern Schuppan, Jean-Pierre Jaussaud, David Hobbs und Derek Bell in Le Mans fuhren. Beide Wagen konnten sich nicht klassieren.

#### Weitere Hersteller
Neben den Einsätzen von Ford selber und von Mirage bzw. Gulf wurde der Cosworth DFV noch in einer Reihe von anderen Sportwagen-Prototypen der 1970er Jahre verwendet, die jeweils von Werksteams und Privatiers eingesetzt wurden. Einsätze in der Sportwagen-Weltmeisterschaft erfolgten dabei vorwiegend in der ersten Hälfte der 1970er Jahre. Danach konzentrierten sich die Einsätze von mit diesem Motor angetriebenen Fahrzeugen auf einzelne Langstreckenrennen, vorwiegend auf die größtenteils separat von der Sportwagen-WM regulierten 24 Stunden von Le Mans, wo der DFV-Motor letztmals 1986 eingesetzt wurde.
Am langlebigsten war dabei das Engagement von Lola, dessen Fahrzeugtypen T280 (mit den Weiterentwicklungen T282, T284 und T286) und T380 auf den DFV-Motor zurückgriffen. Der T280 debütierte 1972 und wurde nur in diesem Jahr in der Sportwagen-Weltmeisterschaft eingesetzt. Nennenswerte Erfolge gab es in dieser Rennserie allerdings nicht, hingegen verunglückte Joakim Bonnier in einem solchen Fahrzeug in Le Mans 1972 tödlich. Siegen konnte der T280 nur in weniger bedeutsamen Rennen; so gewann Noritake Takahara Ende des Jahres drei kürzere Rennen der Fuji Grand Champion Series auf dem Fuji Speedway, und beim 1000-km-Rennen von Paris 1972 war das Fahrerduo aus Jean-Pierre Beltoise und Gérard Larrousse erfolgreich. In den Folgejahren gingen die Fahrzeuge an Privatfahrer; letzte Einsätze und schließlich noch einen Sieg erlebte dieser Fahrzeugtyp 1983 in der britischen Thundersports-Serie. Die in den Folgejahren erscheinenden verbesserten Modelle T282, T284 und T286 fanden geringere Verbreitung und wurden nur sporadisch von Privatfahrern eingesetzt, allerdings gelang dem Typen T286 mit einem Sieg von Renzo Zorzi und Marco Capoferri beim 1000-km-Rennen von Monza 1979 der nominell größte Erfolg dieser Fahrzeugfamilie. Allerdings zählte das traditionsreiche Rennen in jenem Jahr nicht zur Sportwagen-Weltmeisterschaft. Dem ab 1975 eingesetzten Lola T380 hingegen waren keine nennenswerten Ergebnisse beschieden.
Vergleichsweise prominent und teils auch erfolgreich war das Engagement von Ligier, das 1975 seinen zuvor von einem Maserati-V6-Motor angetriebenen Typen JS2 auf den größeren DFV-Motor umrüstete. Mit den Fahrern Jean-Louis Lafosse und Guy Chasseuil konnte das Team in diesem Jahr in Le Mans den zweiten Platz hinter dem Gulf GR8 von Derek Bell und Jacky Ickx erreichen. Allerdings zählte das Traditionsrennen in diesem Jahr nicht zur Sportwagen-Weltmeisterschaft. In diesem Wettbewerb trat Ligier zwar ebenfalls an, war gegen die leistungsstärkeren Fahrzeuge von Porsche, Alfa Romeo, Alpine und Chevron aber größtenteils chancenlos. Mit diesem Jahr beendete Ligier sein Sportwagen-Engagement, um im Folgejahr als Équipe Ligier in die Formel 1 einzusteigen.
Erfolgreicher war der französische Rennstall Inaltera, der von 1976 bis 1978 eine Eigenkonstruktion namens Inaltera LM einsetzte und von prominenten Fahrern und Fahrerinnen wie Jean-Pierre Beltoise, Henri Pescarolo, Christine Beckers und Lella Lombardi steuern ließ. Insbesondere war dieses Fahrzeug recht zuverlässig: Beim 24-Stunden-Rennen von Le Mans 1977 wurden alle drei Fahrzeuge des Teams gewertet. Bestes Ergebnis war der 4. Gesamtrang von Jean Ragnotti und Jean Rondeau, gleichbedeutend mit dem Klassensieg in der Prototypen-Kategorie GTP.
Jean Rondeau war es auch, der in den Folgejahren Eigenkonstruktionen ebenfalls mit DFV-Motoren einsetzte. Diese trugen die Bezeichnungen Rondeau M378 und Rondeau M379, wurden ausschließlich in Le Mans an den Start gebracht und erzielten zumindest Achtungserfolge: 1978 kam Rondeau mit seinen Teamkollegen Bernard Darniche und Jacky Haran auf dem 9. Gesamtrang ins Ziel, was wiederum einen GTP-Klassensieg bedeutete. 1979 wiederholte sich dieses Szenario, als Ragnotti und Darniche mit dem 5. Gesamtrang einen Sieg in der neuen Klasse S erzielten. 1980 jedoch gelang Rondeau der große Wurf: Zwar fiel der Wagen von Ragnotti und Pescarolo aus, aber der M379 von Rondeau und Jean-Pierre Jaussaud holte den Gesamtsieg. Zudem kam ein weiterer M379, gefahren von Gordon Spice und den Brüdern Philippe und Jean-Michel Martin, als Dritter ins Ziel. Da dieses Fahrzeug jedoch nicht in der Sportwagen-, sondern in der GTP-Klasse gemeldet worden war, bedeutete diese Position zudem einen weiteren Klassensieg. Im Folgejahr 1981 traten die M379 erneut in Le Mans an, diesmal ausschließlich in der GTP-Klasse, mussten sich im Gesamtklassement allerdings dem S-Klasse-Porsche 936 geschlagen geben. In den Folgejahren setzte Rondeau auf den technisch verwandten Cosworth-DFL-Motor.
Der DFV-Motor diente auch als Antrieb für die ersten Auftritte des japanischen Rennstalls Dome, dessen futuristisch gestalteter Dome Zero RL 1979 in Le Mans debütierte. Im Rennen fielen aber beide Fahrzeuge schon nach 25 bzw. 40 Runden aus. In den Folgejahren wurden die Fahrzeuge verbessert und jeweils als RL 80 bzw. RL 81 bezeichnet und wiederum in Le Mans ins Rennen geschickt. Die einzige gewertete Zielankunft gab es 1980, jedoch auf dem letzten Platz und mit mehr als 90 Runden Rückstand auf das Siegerfahrzeug von Rondeau. Für seine nachfolgenden Versuche ab 1982 setzte Dome schließlich bereits den DFL-Motor ein, ab 1985 kamen Toyota-Motoren zum Einsatz.
In einem gewissen Sinne allerdings ließ sich die Beliebtheit des Cosworth DFV in der Formel 1 auch auf Sportwagen übertragen, denn hier gab es die ganzen 1970er Jahre hindurch ebenfalls eine Reihe von Privatfahrern und -teamchefs mit Eigenkonstruktionen, die auf den DFV als Motor zurückgriffen. Einer dieser Konstrukteure war der Argentinier Oreste Berta, der von 1970 bis 1972 einen Sportwagen mit der Bezeichnung Berta LR an den Start brachte. Berta, der das Cockpit jeweils mit verschiedenen argentinische Fahrern besetzte, hatte hiermit jedoch keinen Erfolg.
Ähnlich ging auch der Brite Alain de Cadenet vor, der 1972 und 1974 Eigenkonstruktionen mit der Bezeichnung Duckhams bzw. De Cadenet LM72 pilotierte. Von 1977 bis 1981 setzte de Cadenet hingegen als De Cadenet Lola LM bezeichnete Chassis von Lola ein, die wiederum vom Cosworth DFV angetrieben wurden, jedoch in der gesamten Sportwagen-WM sehr viel erfolgreicher waren. Höhepunkt war die Saison 1980, in der de Cadenet im Fahrerduo mit Desiré Wilson sowohl das 1000-km-Rennen von Monza als auch das 6-Stunden-Rennen von Silverstone gewinnen konnte. Zuvor waren de Cadenet und Wilson bereits beim 6-Stunden-Rennen von Brands Hatch als Dritte ins Ziel gekommen. Allerdings war die Leistung über die Saison nicht stetig genug, sodass de Cadenet am Saisonende nicht über den 25. Platz der Fahrerwertung hinauskam.
In einzelnen Fällen wurden auch Chassis anderer Hersteller gelegentlich mit dem DFV-Motor ausgerüstet. So setzte das Team Mike Coombe Racing 1974 vorübergehend einen March 74S mit DFV-Motor ein, der ansonsten vorwiegend von BMW-M12-Reihenvierzylindern angetrieben wurde. Viel später, namentlich 1985, wurde in der Thundersports-Serie vom Team PC Automotive der Chevron B26, ansonsten üblicherweise von Hart-, Cosworth- oder Ford-Vierzylindern angetrieben, mit einem DFV-Motor an den Start gebracht.
Ein Kuriosum ist noch der Ibec 308LM, gelegentlich auch als Ibec P6 oder Ibec-Hesketh 308LM bezeichnet. Dieser Prototyp wurde im Wesentlichen unter Verwendung von Bauteilen eines Hesketh 308E aufgebaut, also eines Formel-1-Fahrzeugs, das bereits in seiner Grundform bei Hesketh Racing vom Cosworth DFV angetrieben wurde. Insbesondere die Aufhängung wurde dabei nahezu unverändert vom Formel-1-Fahrzeug übernommen. Dieses Fahrzeug erschien von 1978 bis 1981 bei den Langstreckenrennen in Le Mans und Silverstone, fiel jedoch, sofern überhaupt qualifiziert, im Rennen jeweils aus. Später fand sich auch dieses Fahrzeug in der Thundersports-Serie wieder.

## Weiterentwicklungen für die 3,5-Liter-Formel-1: Cosworth DFZ und DFR
Als die FIA ab 1987 wieder Saugmotoren zuließ, kehrte Cosworth mit einer 3,5 Liter großen, DFZ genannten Version des DFV in den Grand-Prix-Sport zurück. Der DFZ basierte auf dem Cosworth DFL, der seinerseits eine für Langstreckenrennen bestimmte Version des DFV mit 3,3 Litern Hubraum war. Dessen Block wurde übernommen; hinzu kamen neu konstruierte Zylinderköpfe. Die Bohrung des DFL blieb unverändert. Durch eine Anpassung des Hubs erreichte Cosworth einen Hubraum von 3489 cm³. Die Einspritzanlage kam werksseitig von Cosworth. Ab 1988 wurde der DFZ zunächst zum DFR und dann zur HB-Reihe weiterentwickelt.
Anders als in den 1970er-Jahren war der DFZ ab 1987 nicht mehr der Standardmotor der Formel 1: Einerseits führten die Spitzenteams ihre in der Turbo-Ära entstandenen exklusiven Motorpartnerschaften mit großen Herstellern fort (McLaren mit Honda, Williams mit Renault), andererseits gab es für die kleineren Teams inzwischen auch konkurrenzfähige Alternativen zu den Cosworth-Kundenmotoren, die von Judd, Ilmor oder Lamborghini kamen. Cosworth konzentrierte sich ab 1988 werksseitig auf den Vorzugskunden Benetton, für den der DFZ über den DFR zur HB-Serie weiterentwickelt wurde. Die übrigen Kundenteams dagegen waren wiederum auf selbständige Tuner als Mittler zwischen ihnen und Cosworth angewiesen. Eine eigenverantwortliche Bearbeitung der Motoren, wie sie vor allem Osella anstrebte, ließ Cosworth nicht zu. Anfänglich war Mader der einzige Tuningbetrieb für DFZ-Motoren, später kamen Hart, Langford & Peck sowie Tom Walkinshaw Racing hinzu. Mader hatte bis 1990 gleichwohl eine dominierende Stellung. Zu Maders Kunden gehörten in diesen Jahren AGS (1987–1991), die Scuderia Italia (1988–1990), Coloni (1987–1989), EuroBrun (1988), Larrousse (1987–1988), March (1987), Minardi (1988–1990), Onyx bzw. Monteverdi (1989–1990), Osella (1989) und Rial (1988–1989). Die letzten DFR-Motoren wurden 1991 verwendet.

## Weiterentwicklungen für andere Rennserien

### Cosworth DFW: Tasman-Serie
Für die australisch-neuseeländische Tasman-Serie entwickelte Cosworth 1968 eine an das dortige Reglement angepasste Version des DFV. Das DFW genannte Triebwerk hatte einen Hubraum von 2,5 Litern. Es konkurrierte mit den 5,0 Liter großen US-amerikanischen Achtzylindermotoren, die auf Großserientriebwerken basierten und deutlich preiswerter als die britischen Konstruktionen waren. Da die Leistung der DFW-Motoren kaum an die der amerikanischen 5,0-Liter-Maschinen herankam, konnte sich der DFW in der Tasman-Serie nicht durchsetzen. In den Meisterschaften der Jahre 1970 und 1971 erschien jeweils nur ein Auto mit einem DFW-Motor. Es hatte keinen Einfluss auf die Meisterschaft.

### Cosworth DFX und DFS: Cart

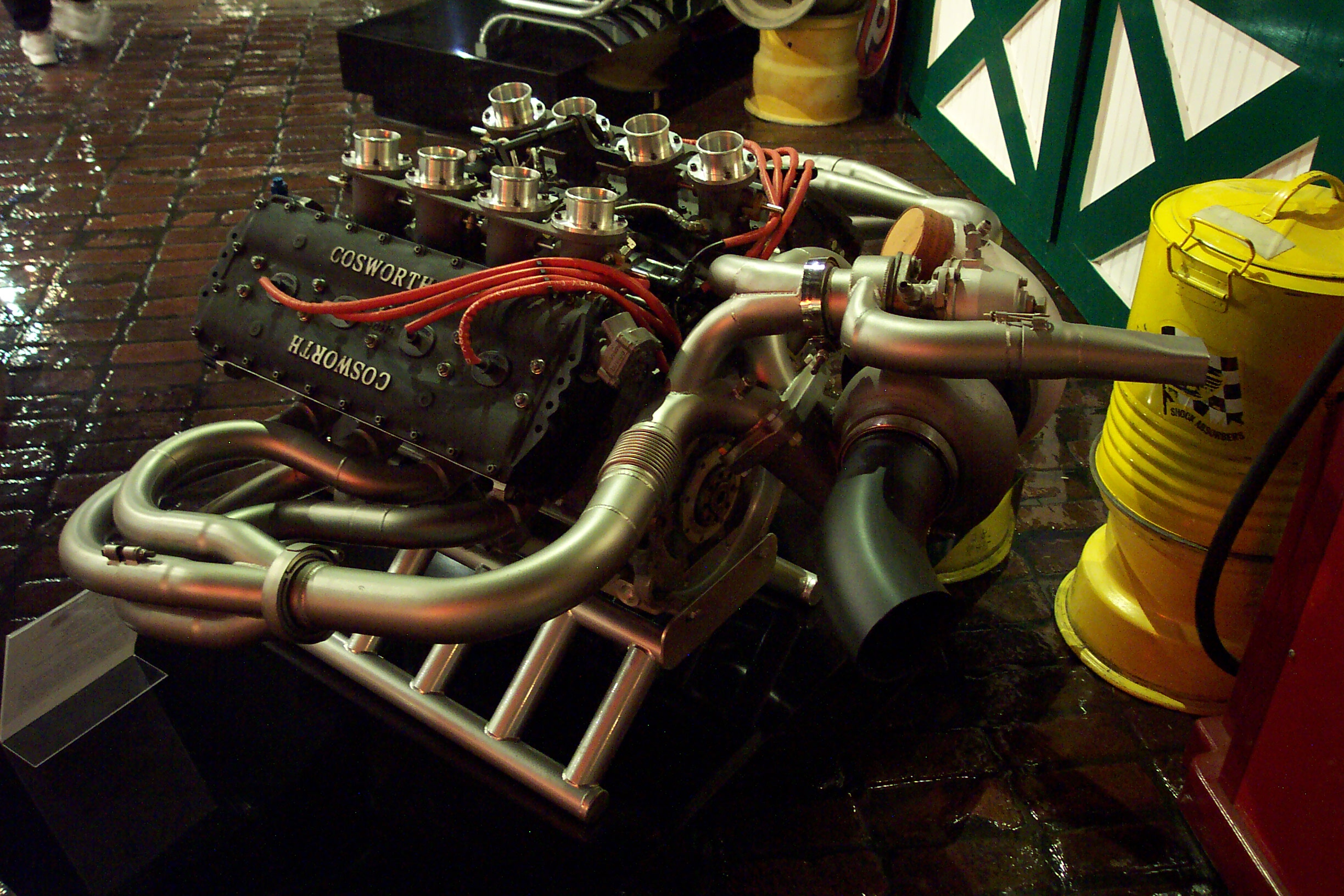
Cosworth-DFX-Turbomotor der Champ-Car-Serie

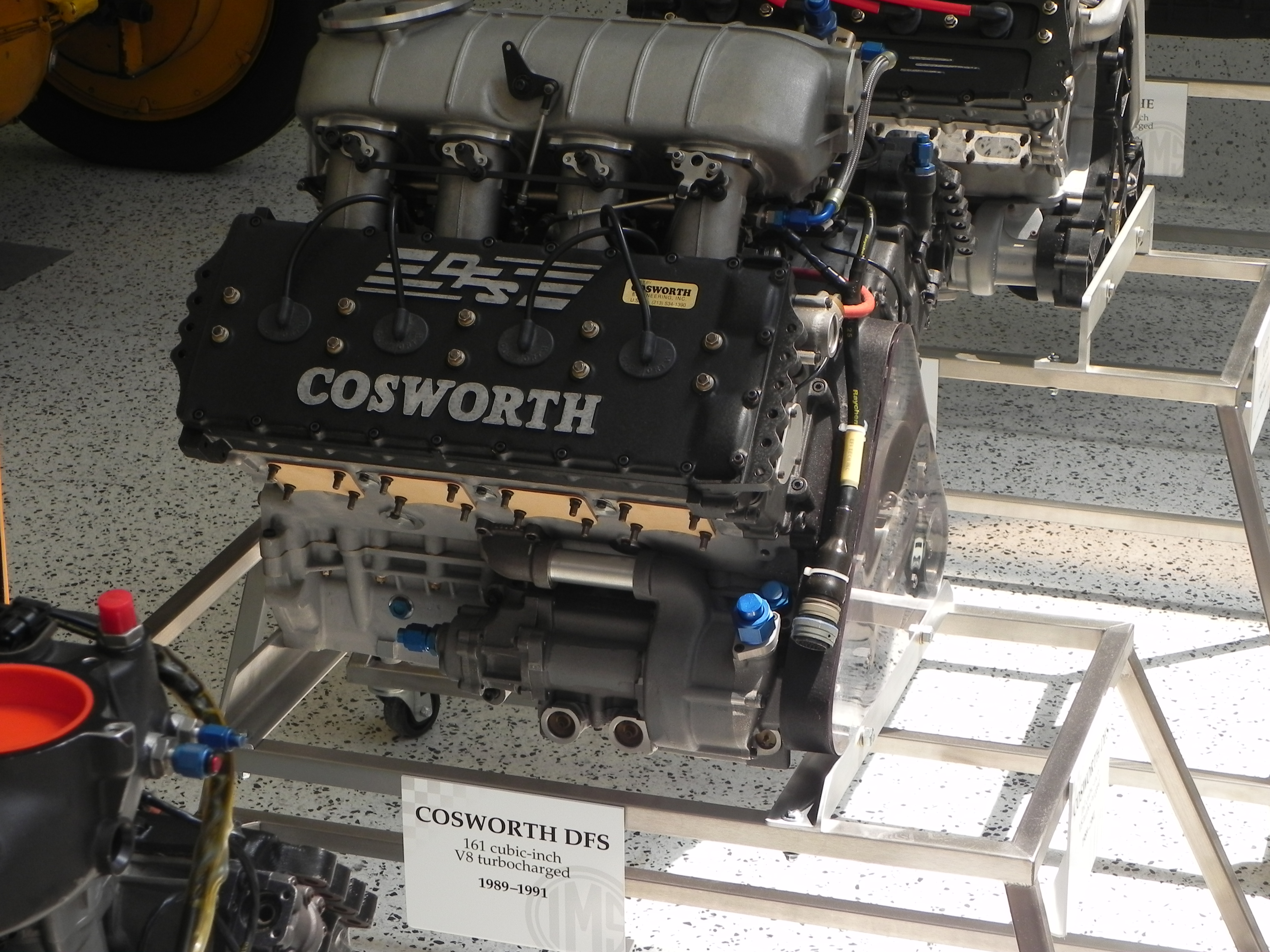
Cosworth DFS, die Kurzhub-Version des DFX

Für die US-amerikanische CART-Serie entwickelte Cosworth eine 2,65 Liter große Version des DFV, die mit einem Turbolader versehen war. Das Triebwerk erhielt die Bezeichnung DFX, die letzten Exemplare in einer überarbeiteten Form mit kürzerem Hub wurden als DFS bezeichnet. Insgesamt entstanden 444 DFX-Blöcke (104 davon als Bausatz) sowie 13 DFS-Blöcke (6 davon als Bausatz).
Der DFX war in seiner Cart-Zeit ähnlich dominant wie der DFV in der Formel 1: Das prestigeträchtige Indianapolis 500-Rennen wurde von 1978 bis 1987 zehnmal in Folge von Fahrzeugen mit DFX-Motor gewonnen, ebenso die Fahrermeisterschaft in zehn von elf der Saisons 1977 bis 1987. Insgesamt wurden mit diesem Motor 153 Rennen gewonnen, darunter fiel auch eine Siegesserie von 81 Rennen hintereinander in den Jahren 1981 bis 1986. Das Ende der DFX-Ära bei den Champ Cars kam erst, als Ilmor im Auftrag von General Motors eigene aufgeladene V8-Motoren entwickelte, die unter dem Markennamen Chevrolet vermarktet wurden, ironischerweise aber wiederum auf Ilmors Erfahrungen mit dem DFX zurückgingen (und teils gar als Kopien des DFY betrachtet wurden). Diese Motoren kamen ab 1986 zum Einsatz und begannen ab 1988 ihrerseits zu dominieren. Trotzdem blieben auch hier die Cosworth-Aggregate vereinzelt noch bis 1993 im Einsatz.
Den letzten Sieg für einen DFS-Motor erzielte Bobby Rahal beim Marlboro Grand Prix 1989 auf dem Meadowlands Sports Complex. Offizieller Nachfolger war der 1992 erstmals eingesetzte XB-Motor, der bei Cosworth entwickelt und – analog zur Nomenklatur in der Formel 1 – als Produkt von Ford ausgewiesen wurde, in den Folgejahren stetig weiterentwickelt wurde und schließlich von 2003 bis 2007 nach Rückzügen der Konkurrenz (Toyota, Honda) sogar einen Einheitsmotor darstellte.

### DFL: Sportwagen

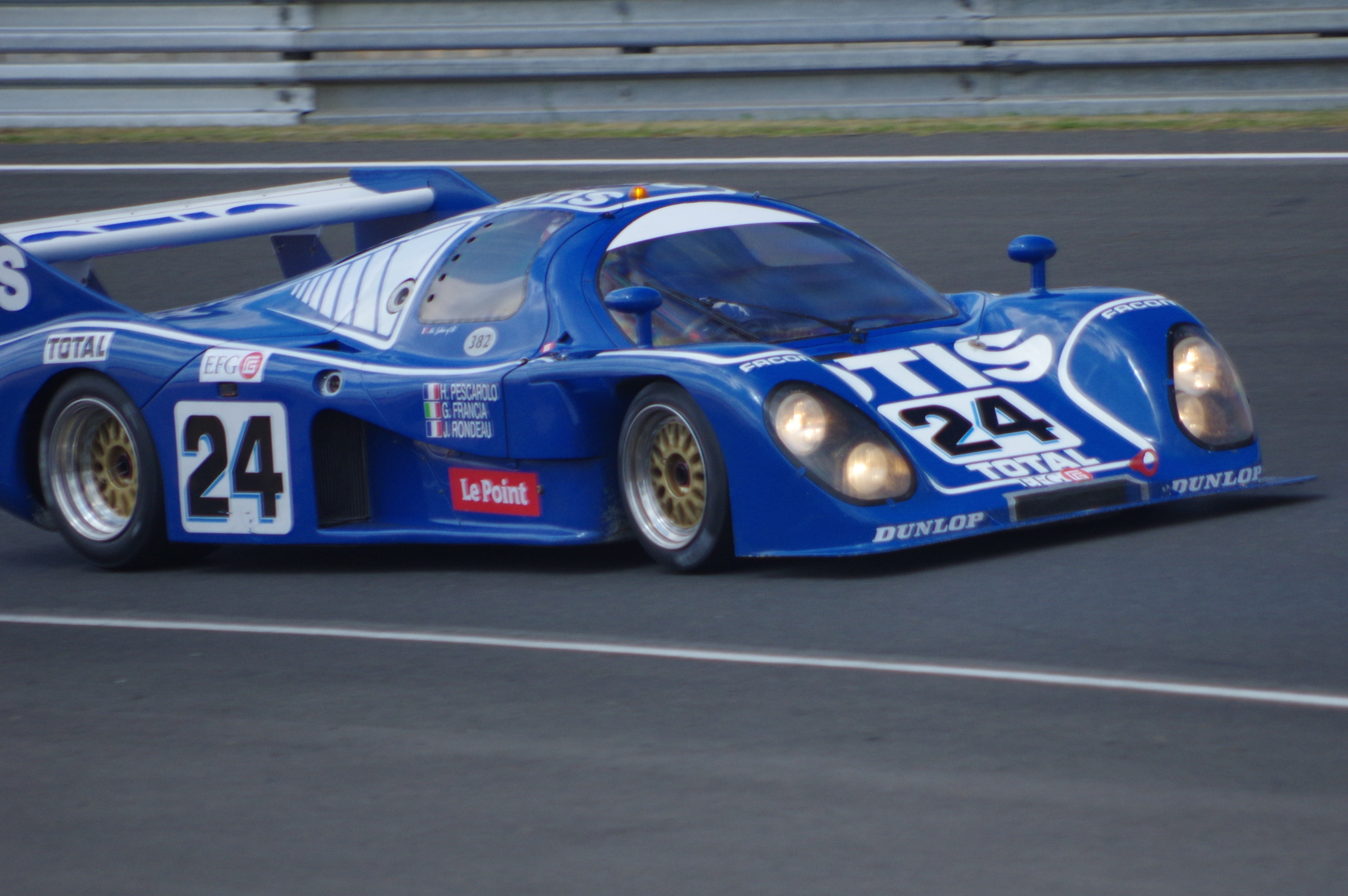
Gruppe-C-Sportwagen mit Cosworth-DFL-Motor: Rondeau M382

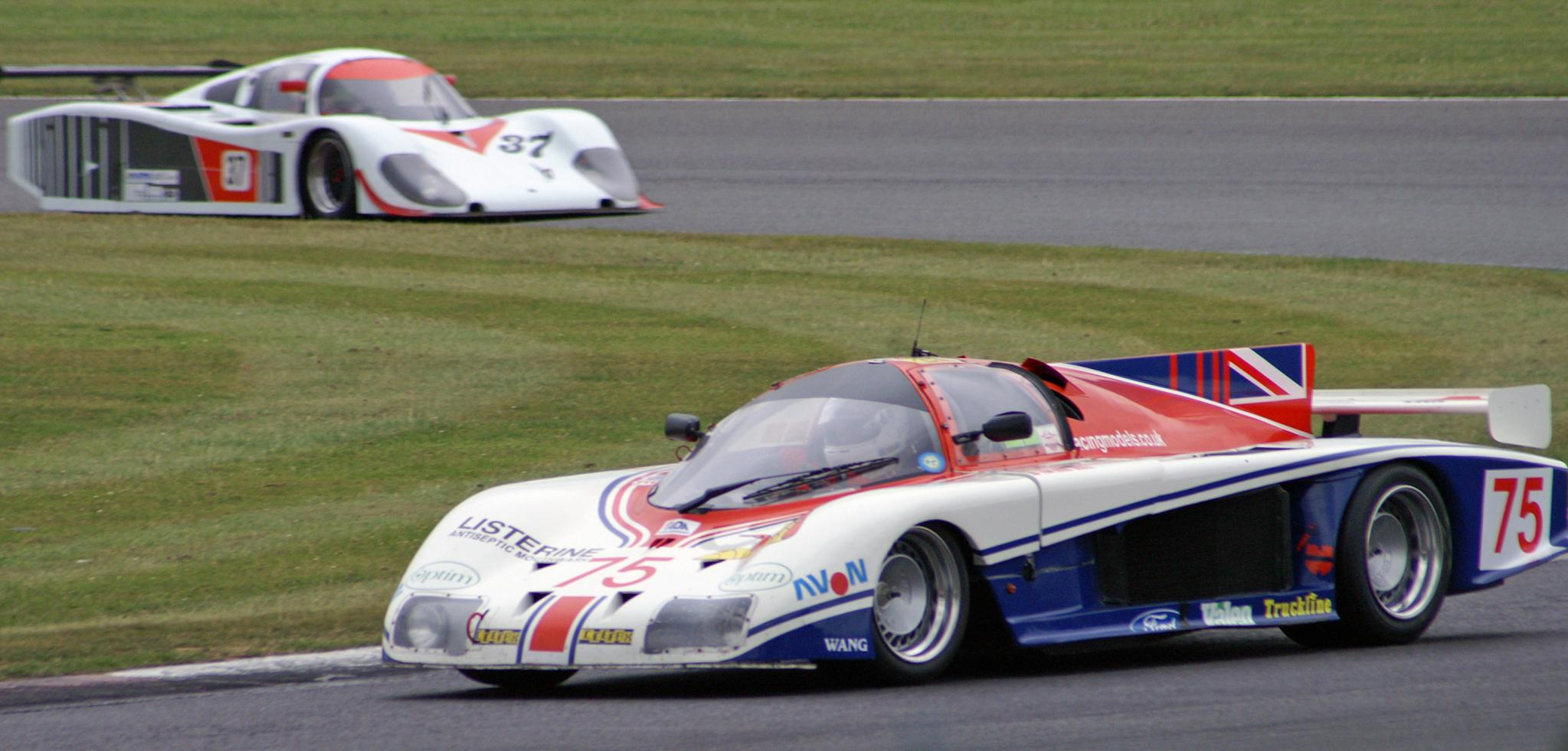
Gebhardt JC843 der Gruppe C2 aus dem Jahr 1984

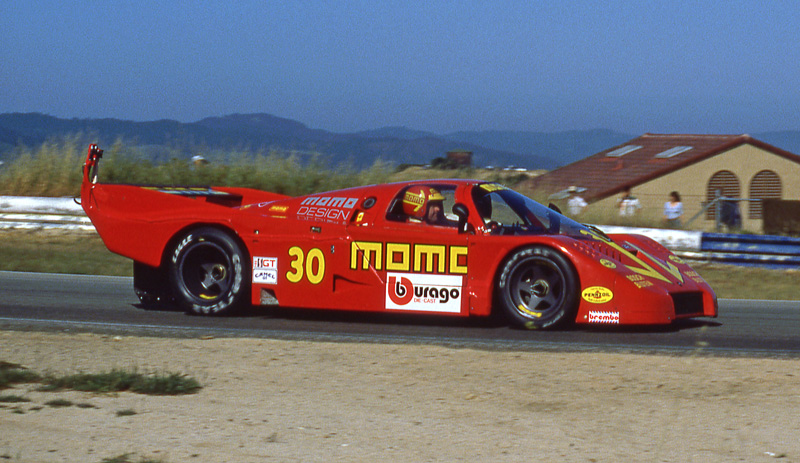
Giampiero Moretti im Alba AR3 beim 100-Meilen-Rennen von Laguna Seca der IMSA-GTP-Serie 1984

Für Sportwagenrennen baute Cosworth insgesamt 36 als DFL bezeichnete Motoren mit 3,3 bzw. 3,6 Litern Hubraum. Einige reguläre DFV-Blöcke wurden später auf DFL-Dimensionen vergrößert. In der 3,5-Liter-Ära der Formel 1 setzten kleine Formel-1-Teams bei einzelnen Rennen DFL-Blöcke ein. Einige Quellen berichten unter anderem von einem DFL-Block in einem 1993er Minardi.
Die DFL-Motoren wurden ab 1981 eingesetzt und ermöglichten Ford nunmehr auch eine Wertung in der höchsten damaligen Sportwagen-Rennklasse, der Gruppe C. Markante Fahrzeuge mit dem DFL-Motor waren unter anderem der Lola T600, der Ford C100, der Sauber SHS C6 und der Rondeau M382. Nennenswerte Erfolge erzielten die Fahrzeuge auf Dauer allerdings nicht. Herausragend waren lediglich die Siege von Guy Edwards und Emilio de Villota im T600 beim 1000-km-Rennen von Brands Hatch 1981 sowie von Henri Pescarolo und Giorgio Francia im M382 beim 1000-km-Rennen von Monza 1982. Danach allerdings ließ die Verbreitung von DFL-Motoren in Gruppe-C-Fahrzeugen deutlich nach. In der Gruppe C wurde der DFL-Motor zum vorerst letzten Mal beim 24-Stunden-Rennen von Le Mans 1988 eingesetzt, als das britische Team Davey mit einem Tiga-Chassis in dieser Kategorie an den Start ging, aber bereits nach fünf Runden ausschied.
Ab 1984 wurden DFL-Motoren vorwiegend in Fahrzeugen aus der zweithöchsten Fahrzeugklasse verwendet, der Gruppe C2. Hier waren die Motoren erfolgreicher: Das Team Spice Engineering konnte 1985 mit Fahrzeugen von Tiga die C2-Meisterschaft gewinnen und dabei in vier von sieben Saisonrennen den jeweiligen Klassensieg erringen. Im Folgejahr 1986 musste sich Spice, das nunmehr mit eigens konstruierten Fahrzeugen antrat, zwar dem vorwiegend mit Rover-Motoren antretenden Rennstall Ecurie Ecosse geschlagen geben, blieb diesem allerdings mit einem Saisonsieg sowie zwei zweiten Plätzen und einem dritten Platz dicht auf den Fersen. Zudem setzte sich in dieser Saison der DFL-Motor auch in der Breite durch – viele weitere Teams setzten auf diesen Motor, wobei der Rennstall ADA Racing mit einem Gebhardt-Chassis ein weiteres Rennen gewinnen konnte.
1987 dominierten folglich die DFL-Motoren die Gruppe C2, und in diesem Jahr konnte bei jedem Rennen der Klassensieg mit diesem Motor erzielt werden. In der Teamwertung lag hierbei wiederum Spice in Führung. Noch deutlicher fiel das Ergebnis 1988 aus, als Spice jedes Rennen bis auf eines gewinnen konnte – bei diesem Rennen, dem 1000-km-Rennen auf dem Nürburgring 1988, musste sich Spice lediglich dem Tiga-Kundenteam Kelmar Racing geschlagen geben, das jedoch ebenfalls einen DFL-Motor verwendete. 1989 wiederum konzentrierte sich Spice (unter Verwendung von DFZ-Motoren) auf die Gruppe C selber, allerdings wurden Spice-Fahrzeuge mit DFL-Motoren weiterhin unter dem Namen Chamberlain Engineering in der Gruppe C2 gemeldet. Dieses Team konnte wiederum mit vier Saisonsiegen den Titel gewinnen. Der Hauptkonkurrent Team Mako, der einen Vorjahres-Spice mit DFL-Motor einsetzte, konnte weitere drei Rennen gewinnen. Einen weiteren Saisonsieg gab es hier für das Tiga-Werksteam – wiederum mit DFL-Motor. Folglich konnten mit dem DFL-Motor sämtliche C2-Rennen seit 1987 gewonnen werden.
Zur Saison 1990 wurde die Gruppe C2 gestrichen. Allerdings setzte in diesem Jahr der Rennstall von Louis Descartes einen DFL-Motor im eigenen Chassis ALD C289 ein. Das Fahrzeug war jedoch nicht konkurrenzfähig und fiel entweder aus oder kam jeweils als letztes bzw. außerhalb der Wertung ins Ziel. Hiermit endete die Renngeschichte des Cosworth DFL.
Neben der Sportwagen-Weltmeisterschaft kamen DFL-Motoren auch vereinzelt in der nordamerikanisch dominierten IMSA-GTP-Serie zum Einsatz. 1982 traten zu einzelnen Rennen Fahrzeuge des Teams GRID Racing an, blieben aber weitestgehend erfolglos. 1983 wurden außerdem Fahrzeuge von John Wyers Rennstall Mirage an den Start gebracht, aber auch in diesem Jahr blieben die Fahrzeuge weitestgehend unbeachtet. Einziges nennenswertes Ergebnis war der vierte Platz eines Grid-Fahrzeugs beim 500-km-Rennen in Road Atlanta. 1984 besserte sich dies geringfügig, wofür hauptsächlich der italienische Rennstall Alba Engineering und der britische Konstrukteur Argo Racing Cars verantwortlich waren, deren Fahrzeuge in diesem Jahr einige Punktplatzierungen vorweisen konnten. Höhepunkt war eine Podestplatzierung mit dem dritten Platz von Lyn St. James und Howdy Holmes in einem Argo JM16 beim 500-km-Rennen von Watkins Glen. 1985 wurden die Ergebnisse allerdings nicht besser, und ab 1986 begannen die üblicherweise als Ford gemeldeten DFL-Motoren wieder aus den Teilnehmerlisten zu verschwinden.

## Statistik

### Die DFV-Teams in der Formel-1-Weltmeisterschaft
Von 1967 bis 1985 statteten die Werksteams von 41 Chassiskonstrukteuren ihre Autos bei Weltmeisterschaftsläufen mit DFV- und DFY-Motoren aus. Im gleichen Zeitraum meldeten sich außerdem 53 Kundenteams mit zugekauften Chassis und DFV-Motoren zu Weltmeisterschaftsläufen.

#### Werksteams der Chassiskonstrukteure mit DFV-Motoren
| - All American Racers (1968) - Amon (1974) - Arrows (1978–1984) - ATS (1977–1982) - Brabham (1969–1975, 1979–1982) - Connew (1972) - Eifelland (1972) - Embassy Hill (1975) - Ensign Racing (1973–1982) - Fittipaldi (1975–1982) - HB Bewaking (1976–1977) - Hesketh (1974–1978) - Kauhsen (1979) - Kojima (1976–1977) - LEC (1977) | - Ligier (1979–1980, 1983) - Lola (1974–1975) - Lotus (1967–1983) - Maki (1974–1976) - March (1970–1977) - Martini (1978) - Merzario (1978–1979) - McLaren (1968–1983) - Minardi (1985) - Osella (1980–1983) - Parnelli (1974–1976) - Penske (1974–1976) - Pinch Plant (Lyncar) (1974–1975) - RAM Racing (1981–1983) - Rebaque (1979) | - Shadow (1973–1980) - Silvio Moser Racing Team (1970–1971) - Spirit (1984) - Surtees (1970–1978) - Theodore (1978, 1981–1983) - Token (1974) - Trojan (1974) - Tyrrell (1968–1985) - Williams (Frank Williams Racing Cars) (1970; 1972–1975) - Williams (Williams Grand Prix Engineering) (1977–1983) - Wolf (1976–1979) |

#### Kundenteams mit DFV-Motoren
| - AAW Racing Team (1974) - Allied Polymer (1974) - Antique Automobiles (1969–1970) - Brands Hatch Racing (1980) - Brian McGuire Racing (1977) - British Formula One Racing Team (1977) - BS Fabrications/Chesterfield Racing (1976–1978) - F&S Properties (1976) - Ecurie Bonnier (1969–1971) - Écurie Evergreen (1971) - Embassy Hill (1973) - Champcarrs (1972) - Clarke-Mordaunt-Guthrie (1971–1973) - Dempster International (1974) - Gene Mason Racing (1971–1972) - Gus Hutchinson (1970) - Harry Stiller Racing (1975) - Heros Racing (1976–1977) | - Hesketh Racing (1973–1974) - Iberia Airlines/Centro Asegurador (1977–1978) - Interscope Racing (1977–1978) - Jo Siffert Automobiles (1971) - John Goldie Racing (1974) - LBT Team March (1982) - LEC (1973) - Lexington Racing (1975–1976) - Mario Deliotti Racing (1978) - Meiritsu Racing Team (1977) - Melchester Racing (1977–1978) - Merzario (1977) - ÖSAC Racing Team (1976) - Penske (1971) - Pete Lovely (1969–1971) - RAM Racing (1976–1977, 1980) - Rebaque (1978) - Rob Walker Racing Team (1968–1970) | - Scribante Racing (1970; 1972–1975) - Scuderia Finotto (1974) - Scuderia Gulf Rondini (1976) - Shell Arnold (1971) - Shellsport Whiting (1976) - Silvio Moser Racing Team (1969) - Stichting Autocars (1971) - Team Canada F1 (1974) - Team Gunston (1969–1972, 1974–1975) - Team Hubert Hahne (1970) - Team Lawson (1969) - Team PR Reilly (1976) - Team Pierre Robert (1973) - Theodore Racing (1977) - Tom Wheatcroft Racing (1970) - Tyrrell/Matra International (1968–1969) - Williams (Frank Williams Racing Cars) (1969, 1971–1972) |

### Erfolge
Der DFV gewann 155 Weltmeisterschaftsläufe, 12 Fahrer- und 10 Konstrukteursmeisterschaften in der Formel 1.

#### Konstrukteursmeisterschaften in der Formel 1
| Konstrukteursweltmeisterschaften |        |              |                                     |        |                |
| Nr.                              | Saison | Konstrukteur | Chassis                             | Punkte | Bild           |
| 1                                | 1968   | Lotus        | Lotus 49 Lotus 49B                  | 62     | Lotus 49       |
| 2                                | 1969   | Matra        | Matra MS10 Matra MS80 Matra MS84    | 66     | Matra MS10     |
| 3                                | 1970   | Lotus        | Lotus 49C Lotus 72B Lotus 72C       | 59     | Lotus 72       |
| 4                                | 1971   | Tyrrell      | Tyrrell 001 Tyrrell 002 Tyrrell 003 | 73     | Tyrrell 001    |
| 5                                | 1972   | Lotus        | Lotus 72D                           | 61     | Lotus 72       |
| 6                                | 1973   | Lotus        | Lotus 72D Lotus 72E                 | 96     | Lotus 72       |
| 7                                | 1974   | McLaren      | McLaren M23                         | 75     | McLaren M23    |
| 8                                | 1978   | Lotus        | Lotus 78 Lotus 79                   | 86     | Lotus 79       |
| 9                                | 1980   | Williams     | Williams FW07 Williams FW07B        | 120    | Williams FW07B |
| 10                               | 1981   | Williams     | Williams FW07C                      | 95     | Williams FW07C |

#### Fahrerweltmeisterschaften in der Formel 1
| Fahrerweltmeisterschaften |        |                    |                                                       |                                             |         |
| Nr.                       | Saison | Fahrer             | Team                                                  | Chassis                                     | Punkte  |
| 1                         | 1968   | Graham Hill        | Gold Leaf Team Lotus                                  | Lotus 49                                    | 48      |
| 2                         | 1969   | Jackie Stewart     | Matra International                                   | Matra MS10 Matra MS80 Matra MS84            | 63      |
| 3                         | 1970   | Jochen Rindt       | Gold Leaf Team Lotus                                  | Lotus 49C Lotus 72B Lotus 72C               | 45      |
| 4                         | 1971   | Jackie Stewart     | Elf Team Tyrrell                                      | Tyrrell 001 Tyrrell 002 Tyrrell 003         | 62      |
| 5                         | 1972   | Emerson Fittipaldi | John Player Team Lotus                                | Lotus 72D                                   | 45      |
| 6                         | 1973   | Jackie Stewart     | Elf Team Tyrrell                                      | Tyrrell 005 Tyrrell 006                     | 71      |
| 7                         | 1974   | Emerson Fittipaldi | Marlboro Team Texaco                                  | McLaren M23                                 | 55      |
| 8                         | 1976   | James Hunt         | Marlboro Team McLaren                                 | McLaren M23 McLaren M26                     | 69      |
| 9                         | 1978   | Mario Andretti     | John Player Team Lotus                                | Lotus 78 Lotus 79                           | 64      |
| 10                        | 1980   | Alan Jones         | Albilad Williams Racing Team                          | Williams FW07 Williams FW07B                | 67 (71) |
| 11                        | 1981   | Nelson Piquet      | Albilad Williams Racing Team TAG Williams Racing Team | Williams FW07C                              | 50      |
| 12                        | 1982   | Keke Rosberg       | TAG Williams Racing Team                              | Williams FW07C Williams FW07D Williams FW08 | 44      |

#### Siege
Autos mit DFV- und DFY-Motoren siegten von 1967 bis 1983 bei insgesamt 155 Weltmeisterschaftsläufen.
| Siege des Cosworth DFV und DFY in der Formel-1-Weltmeisterschaft |      |      |      |      |      |      |      |      |      |      |      |      |      |      |      |      |      |        |
| Konstrukteur                                                     | 1967 | 1968 | 1969 | 1970 | 1971 | 1972 | 1973 | 1974 | 1975 | 1976 | 1977 | 1978 | 1979 | 1980 | 1981 | 1982 | 1983 | Gesamt |
| Lotus                                                            | 4    | 5    | 2    | 6    |      | 5    | 7    | 3    |      | 1    | 5    | 8    |      |      |      | 1    |      | 47     |
| McLaren                                                          |      | 3    | 1    |      |      | 1    | 3    | 4    | 3    | 6    | 3    |      |      |      | 1    | 4    | 1    | 30     |
| Tyrrell                                                          |      |      |      |      | 7    | 4    | 5    | 2    | 1    | 1    |      | 1    |      |      |      | 1    | 1    | 23     |
| Williams                                                         |      |      |      |      |      |      |      |      |      |      |      |      | 5    | 6    | 4    | 1    | 1    | 17     |
| Brabham                                                          |      |      | 2    | 1    |      |      |      | 3    | 2    |      |      |      |      | 3    | 3    | 1    |      | 15     |
| Matra                                                            |      | 3    | 6    |      |      |      |      |      |      |      |      |      |      |      |      |      |      | 9      |
| Ligier                                                           |      |      |      |      |      |      |      |      |      |      |      |      | 3    | 2    |      |      |      | 5      |
| March                                                            |      |      |      | 1    |      |      |      | 1    | 1    |      |      |      |      |      |      |      |      | 3      |
| Wolf                                                             |      |      |      |      |      |      |      |      |      |      | 3    |      |      |      |      |      |      | 3      |
| Hesketh                                                          |      |      |      |      |      |      |      |      | 1    |      |      |      |      |      |      |      |      | 1      |
| Penske                                                           |      |      |      |      |      |      |      |      |      | 1    |      |      |      |      |      |      |      | 1      |
| Shadow                                                           |      |      |      |      |      |      |      |      |      |      | 1    |      |      |      |      |      |      | 1      |